# Cronologia della chimica

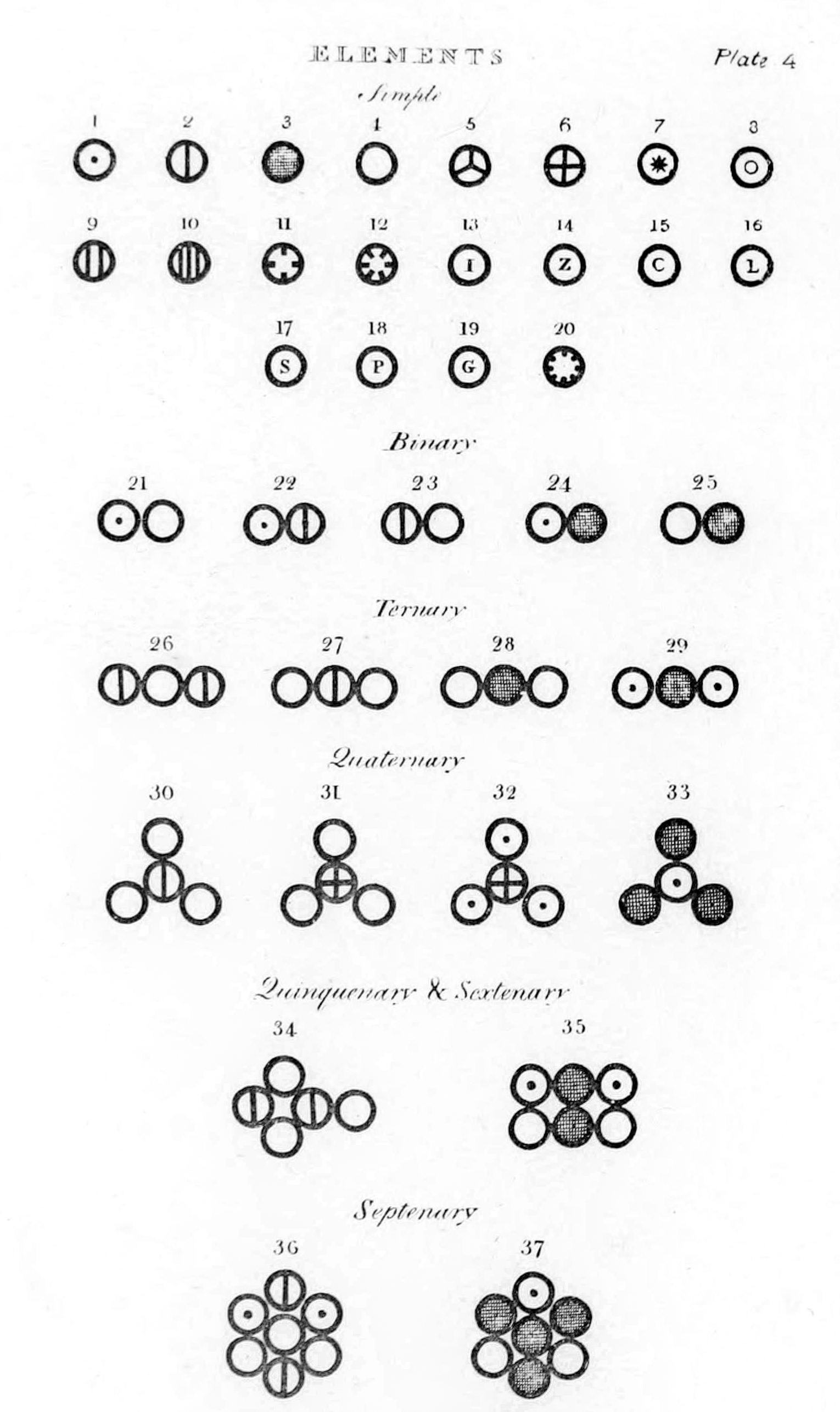
Una immagine dall'opera A New System of Chemical Philosophy di John Dalton, la prima spiegazione moderna della teoria atomica.

Questa cronologia della chimica elenca scoperte, idee, invenzioni, esperimenti e contributi importanti che hanno significativamente cambiato le conoscenze umane nel campo della chimica, scienza moderna definita come studio scientifico della composizione della materia e delle sue trasformazioni. La storia della chimica in senso moderno iniziò probabilmente con lo scienziato inglese Robert Boyle, anche se le sue radici si possono far risalire ai primi documenti storici.
Le prime idee che furono in seguito incorporate nella scienza moderna della chimica provengono da due fonti principali. I filosofi naturali (come Aristotele e Democrito) utilizzarono il metodo deduttivo nel tentativo di spiegare il comportamento del mondo circostante. Gli alchimisti (come Geber e Rhazes) utilizzarono tecniche sperimentali nel tentativo di prolungare la vita o di convertire materiali, ad esempio per trasformare i metalli vili in oro.
Nel XVII secolo, una sintesi delle idee di questi due approcci, quello deduttivo e quello sperimentale, portarono allo sviluppo di una forma di pensiero nota come metodo scientifico. Con l'introduzione del metodo scientifico nacque la scienza moderna della chimica.
La chimica è nota anche come scienza centrale, dato che influenza fortemente ed è fortemente influenzata da molti altri campi scientifici e tecnologici. Molti eventi considerati basilari per la nostra comprensione moderna della chimica costituiscono anche scoperte fondamentali in altri settori, tra i quali la fisica, la biologia, l'astronomia, la geologia e la scienza dei materiali.

## Chimica antica

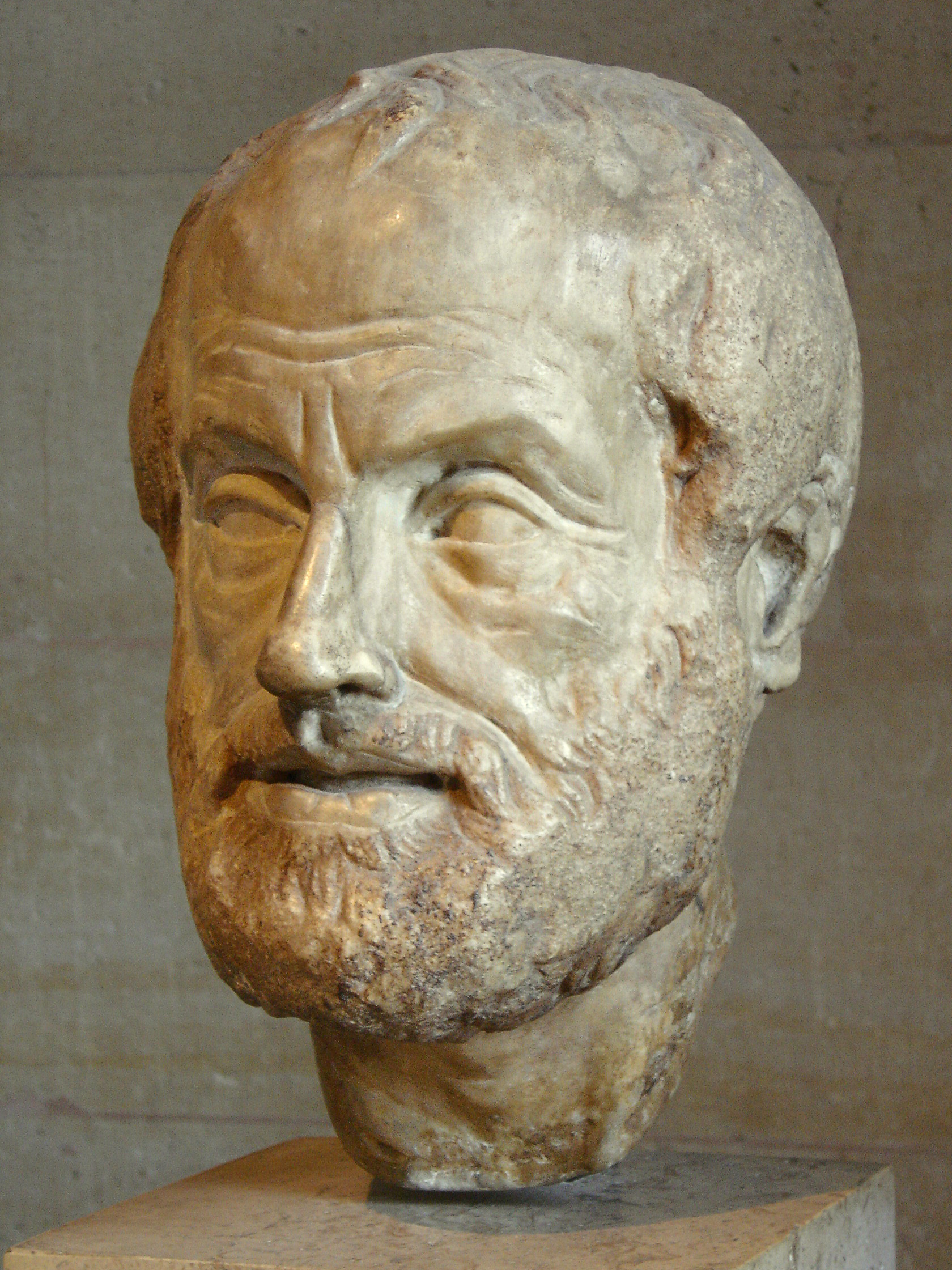
Aristotele (384–322 a.C.).

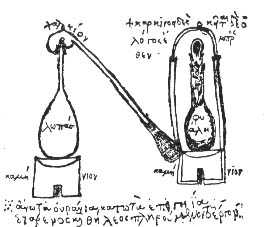
Alambicco, cucurbita e storta, gli strumenti alchemici di Zosimo di Panopoli circa 300, da Marcelin Berthelot, Collection des anciens alchimistes grecs (3 vol., Parigi, 1887–88).

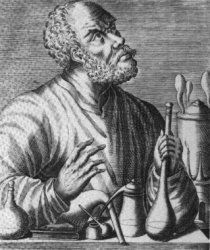
Geber (m. 815) è a volte considerato il "padre della chimica".

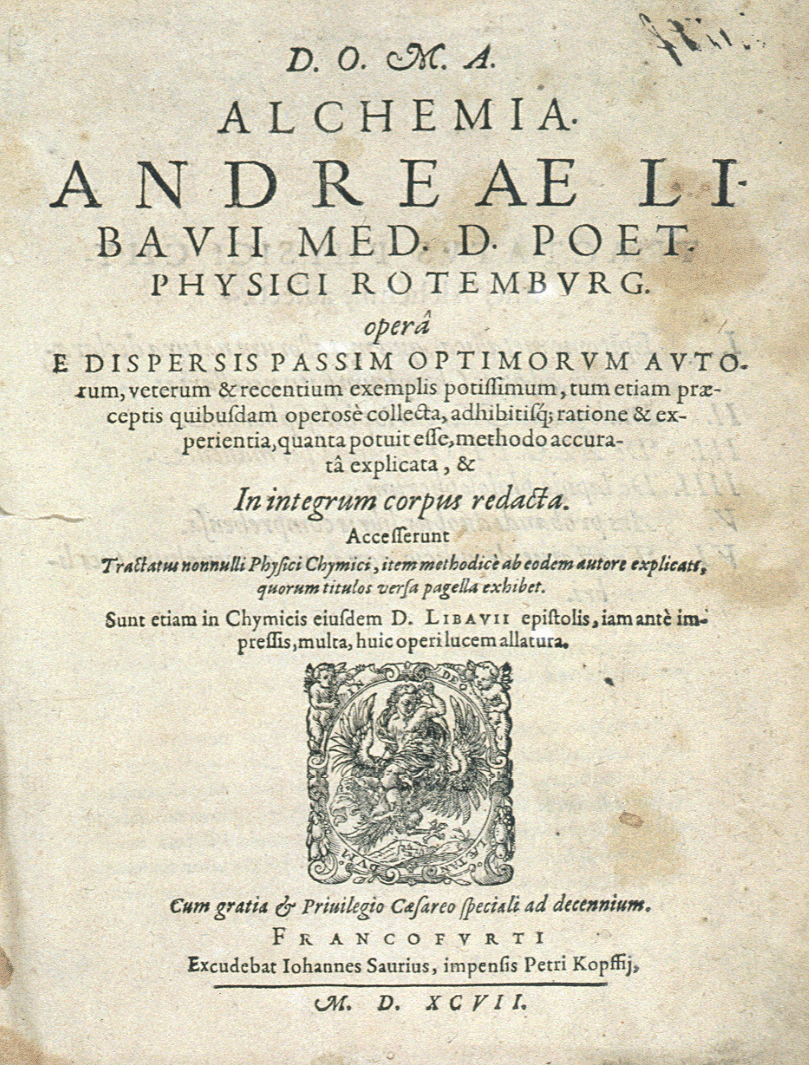
Frontespizio di Alchemia.

È discutibile considerare "chimici" in senso moderno i personaggi nominati in questa sezione, dato che il metodo scientifico è stato applicato alla chimica solo molto più tardi. Tuttavia merita elencare qui le idee di grandi pensatori sia per la loro capacità di previsione, sia perché le loro idee hanno avuto vasta diffusione e sono state ritenute valide per lungo tempo.
circa 3000 a.C.Gli egizi formulano la teoria dell'Ogdoade, insieme di otto divinità primigenie che risiedevano nel Caos. Gli dei dell'Ogdoade sono responsabili della creazione, in particolare del sole.
circa 1200 a.C.Tapputi-Belatekallim, una sovrintendente del Palazzo Reale, utilizza prodotti chimici per fabbricare profumi in Mesopotamia, come riportato su una tavoletta in cuneiforme.
circa 450 a.C.Empedocle asserisce che ogni cosa è composta da una miscela di quattro sostanze primordiali: terra, aria, fuoco e acqua. Due ulteriori principi, amore e odio, agiscono sulle sostanze primordiali combinandole e separandole in infinite combinazioni.
circa 440 a.C.Leucippo e Democrito propongono l'idea di atomo, particella indivisibile che costituisce tutta la materia. Questa idea viene sostanzialmente respinta dai filosofi naturali a favore della visione aristotelica (vedi oltre).
circa 360 a.C.Platone conia il termine elementi (stoicheia). Il suo dialogo Timeo è un trattato rudimentale di chimica che include una discussione sulla composizione di corpi organici e inorganici, e assume che le particelle costituenti gli elementi abbiano una particolare forma geometrica: tetraedro (fuoco), ottaedro (aria), icosaedro (acqua) e cubo (terra).
circa 350 a.C.Aristotele, ampliando concetti di Empedocle, propone l'idea che le sostanze siano costituite da una combinazione di forma e materia. Descrive una teoria comprendente cinque elementi: fuoco, acqua, terra, aria ed etere. Questa teoria sarà ampiamente accettata in tutto il mondo occidentale per più di 2000 anni.
circa 50 a.C.Lucrezio pubblica il De rerum natura, una descrizione poetica delle idee dell'atomismo.
circa 200Ermete Trismegisto, personaggio leggendario dell'età ellenistica, fonda l'arte dell'alchimia.
circa 300Zosimo di Panopoli scrive uno dei primi libri noti di alchimia, che definisce come studio della composizione delle acque, movimento, crescita, incarnazione e disincarnazione, traendo gli spiriti dai corpi e legando gli spiriti all'interno dei corpi.
circa 770Jabir ibn Hayyan, latinizzato in Geber, alchimista arabo/persiano considerato da molti il padre della chimica, sviluppa vari processi chimici sperimentali e isola numerosi acidi, tra i quali acido cloridrico, acido citrico, acido acetico, acido tartarico e acqua regia.
circa 1000Al-Biruni e Avicenna, due chimici persiani, respingono le pratiche alchemiche e la teoria della trasmutazione dei metalli.
circa 1167Magister Salernus della Scuola Medica Salernitana menziona per la prima volta la distillazione del vino.
circa 1220Roberto Grossatesta pubblica vari commenti alle opere di Aristotele, dove delinea un primo schema del metodo scientifico.
circa 1250Taddeo Alderotti sviluppa la distillazione frazionata, un metodo molto più efficiente dei metodi precedenti.
circa 1260Alberto Magno scopre l'arsenico e il nitrato d'argento. È anche uno dei primi a citare l'acido solforico.
circa 1267Ruggero Bacone nell'Opus Maius delinea un abbozzo del metodo scientifico e riporta i risultati dei suoi esperimenti con la polvere da sparo.
circa 1310Pseudo-Geber, un anonimo alchimista europeo che scriveva usando il nome di Geber, pubblica vari volumi dando origine alla teoria a lungo ritenuta valida, secondo la quale tutti metalli sono composti da zolfo e mercurio in varie proporzioni. È anche uno dei primi a descrivere acido nitrico e acqua regia.
circa 1530Paracelso sviluppa lo studio della iatrochimica, disciplina basata sulla cura delle malattie attraverso l'uso di sostanze minerali, ponendo le basi della moderna industria farmaceutica. Sembra sia stato il primo ad usare la parola "chimica".
1597Andreas Libavius scrive "Alchemia", il primo trattato sistematico di chimica.

## XVII secolo
Nel XVII secolo si assiste al passaggio dall'alchimia alla chimica, grazie all'introduzione del metodo scientifico e allo sviluppo della termodinamica.
1605Francesco Bacone pubblica Sull'avanzamento e sul progresso del sapere umano e divino, che contiene una descrizione di quello che diventerà in seguito il metodo scientifico.
1605Michael Sendivogius, alchimista polacco, pubblica il trattato Novum Lumen Chymicum in cui propone che nell'aria esista un "cibo vitale", molto più tardi riconosciuto come ossigeno.
1615Jean Béguin pubblica Tyrocinium Chymicum, uno dei primi testi moderni di chimica, dove sono riportate le prime equazioni chimiche.
1637Cartesio pubblica il Discorso sul metodo, che contiene uno schema del metodo scientifico.
1648Viene pubblicato postumo il testo Ortus medicinae di Jean Baptiste van Helmont. L'opera è considerata importante nel processo di transizione tra alchimia e chimica, ed ebbe una notevole influenza su Robert Boyle. Il testo contiene i risultati di molti esperimenti e definisce una prima versione della legge della conservazione della massa.

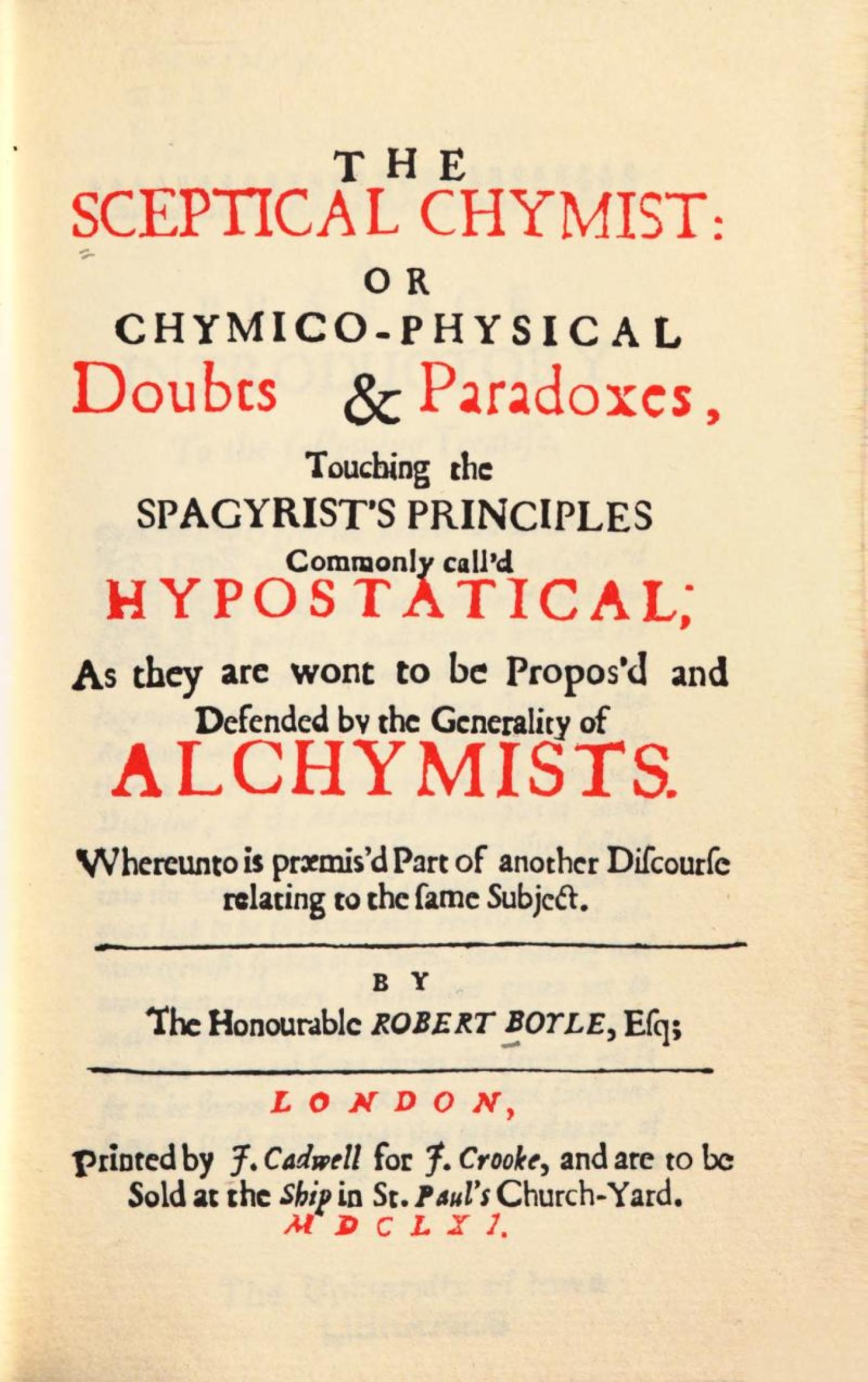
Copertina del testo The Sceptical Chymist di Robert Boyle (1627–91).

1661Robert Boyle pubblica The Sceptical Chymist (Il chimico scettico), un trattato sulla differenza tra chimica e alchimia. Contiene le prime idee moderne di atomo, molecola e reazione chimica, e segna storicamente l'inizio della chimica moderna.
1662Robert Boyle formula la legge di Boyle, una descrizione del comportamento dei gas ottenuta sperimentalmente, che mette in relazione tra loro pressione e volume.
1669Hennig Brand, alchimista di Amburgo, isola il fosforo dal residuo ottenuto distillando una gran quantità di urina.

## XVIII secolo

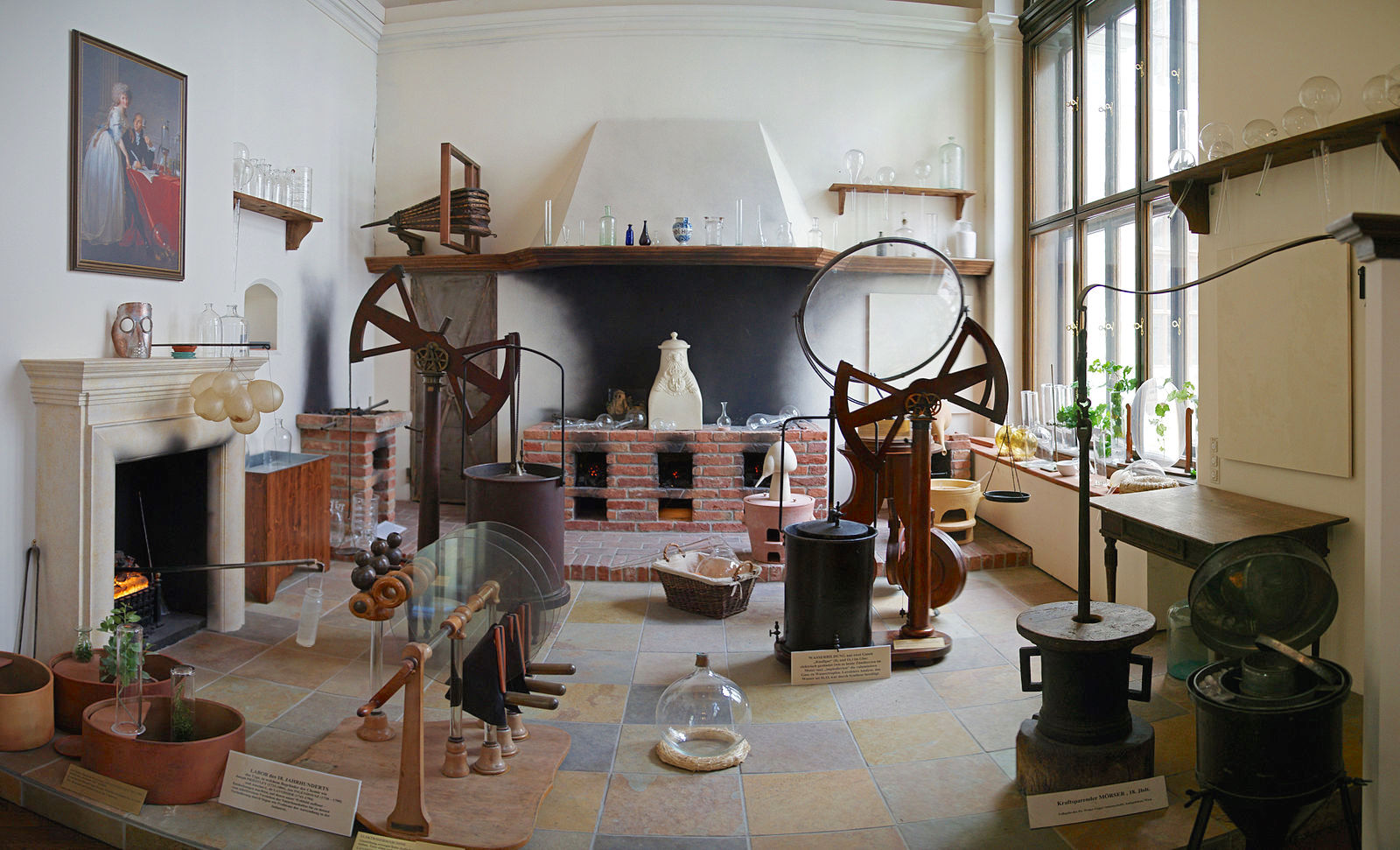
Un tipico laboratorio chimico del XVIII secolo.

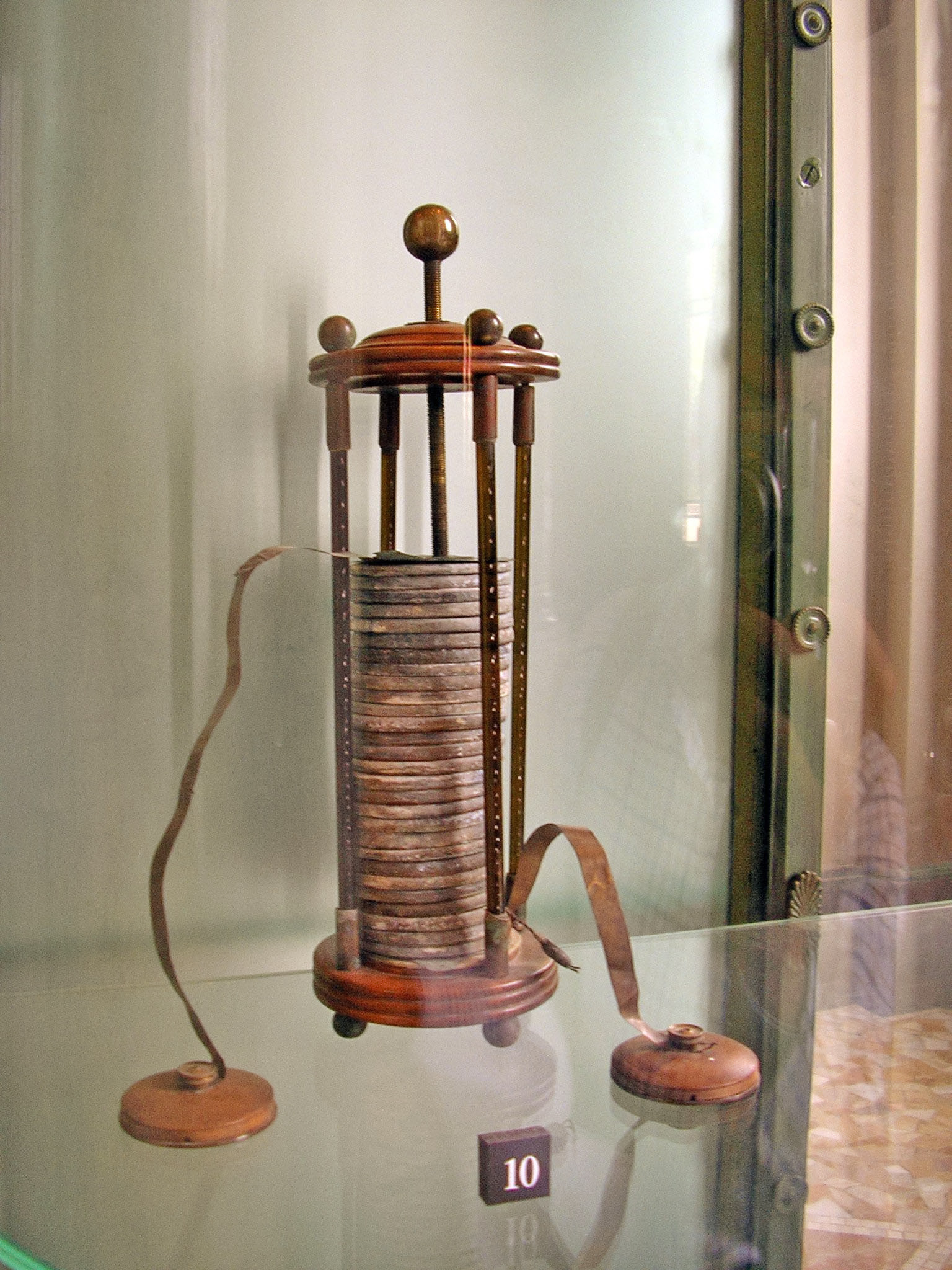
Una delle batterie di Alessandro Volta.

Nel XVIII secolo continuano gli sviluppi della termodinamica e vengono isolate molte sostanze importanti, tra cui l'idrogeno e l'ossigeno. Sul finire del secolo si assiste inoltre alla nascita di una nuova branca della chimica: l'elettrochimica.
1730Il chimico svedese George Brandt analizza un pigmento blu scuro trovato in un minerale di rame, e dimostra che tale pigmento contiene un nuovo elemento, che chiama cobalto.
1754Joseph Black isola il diossido di carbonio, chiamandolo "aria fissa".
1757Mentre sta studiando composti di arsenico, Louis Claude Cadet de Gassicourt ottiene il "liquido fumante di Cadet", che si scoprirà poi contenere ossido di cacodile, considerato il primo composto organometallico sintetico.
1760Joseph Black formula il concetto di calore latente per spiegare la termochimica dei processi di transizione di fase.
1766Henry Cavendish scopre l'idrogeno, un gas incolore e inodore che brucia e può formare una miscela esplosiva con l'aria.
1773-1774Carl Scheele e Joseph Priestley lavorando indipendentemente isolano l'ossigeno, che Scheele chiama "aria di fuoco" e Priestley chiama "aria deflogistizzata".

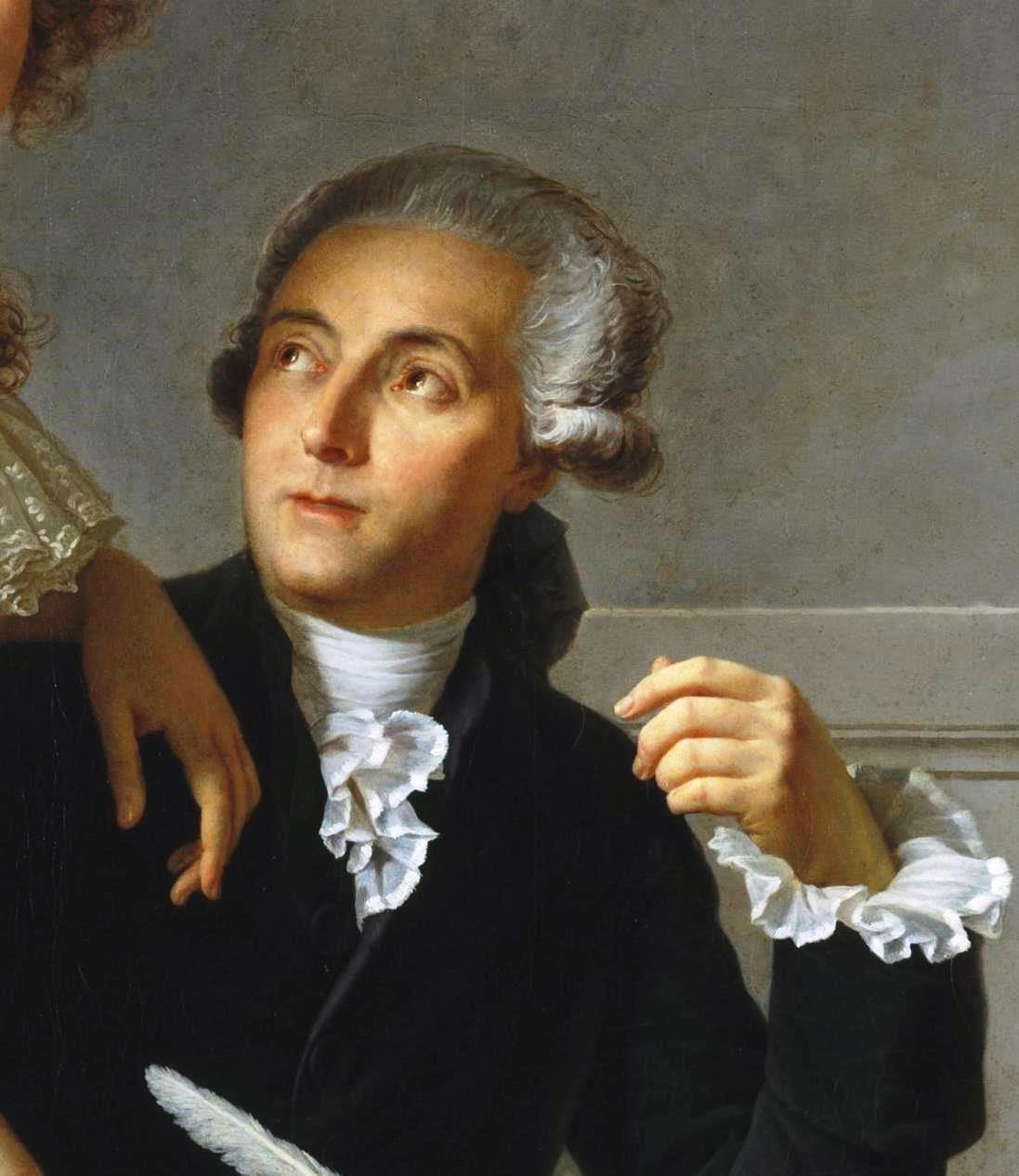
Antoine-Laurent de Lavoisier (1743–94) è considerato il fondatore della chimica moderna.

1778Antoine-Laurent de Lavoisier, considerato il fondatore della chimica moderna, dà il nome all'ossigeno e ne riconosce l'importanza e il ruolo nei processi di combustione.
1787Antoine-Laurent de Lavoisier insieme ad altri pubblica Méthode de nomenclature chimique (Metodo di nomenclatura chimica), che contiene il primo sistema moderno di nomenclatura chimica.
1787Jacques Charles propone la legge di Charles, un corollario della legge di Boyle, mettendo in relazione la temperatura e il volume di un gas.
1789Antoine-Laurent de Lavoisier pubblica Traité Élémentaire de Chimie (Trattato di chimica elementare), considerato il primo moderno libro di testo di chimica. Si tratta di una panoramica completa delle chimica moderna (nota a quel tempo), e comprende la prima definizione sintetica della legge della conservazione della massa, e quindi segna anche la nascita della disciplina della stechiometria e della chimica analitica quantitativa.
1797Joseph Proust propone la legge delle proporzioni definite, che afferma che gli elementi reagiscono per formare composti combinandosi sempre secondo proporzioni in massa definite e costanti.
1800Alessandro Volta inventa la pila voltaica fondando così la disciplina dell'elettrochimica.

## XIX secolo

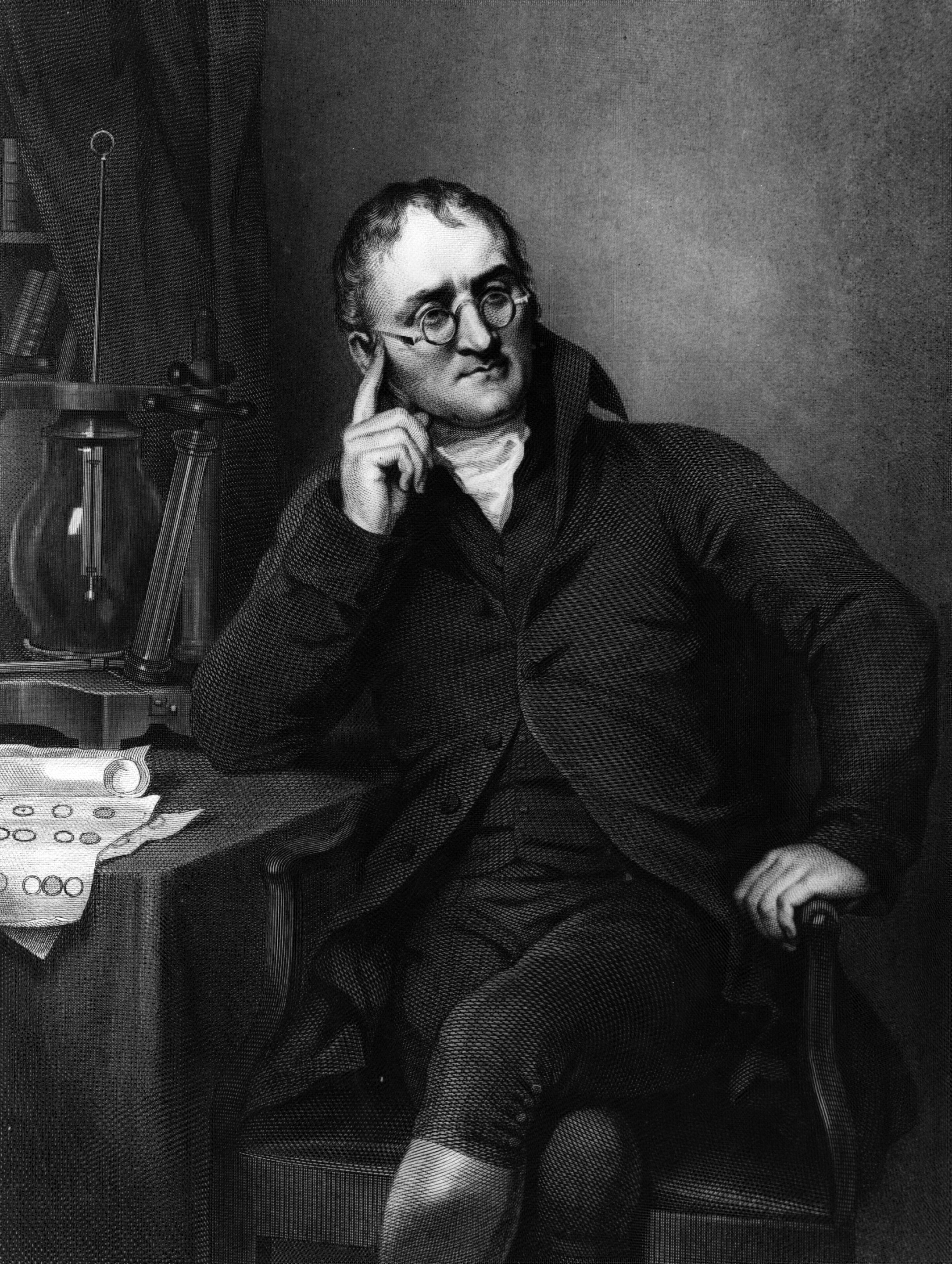
John Dalton (1766–1844).

Formula di struttura dell'urea.

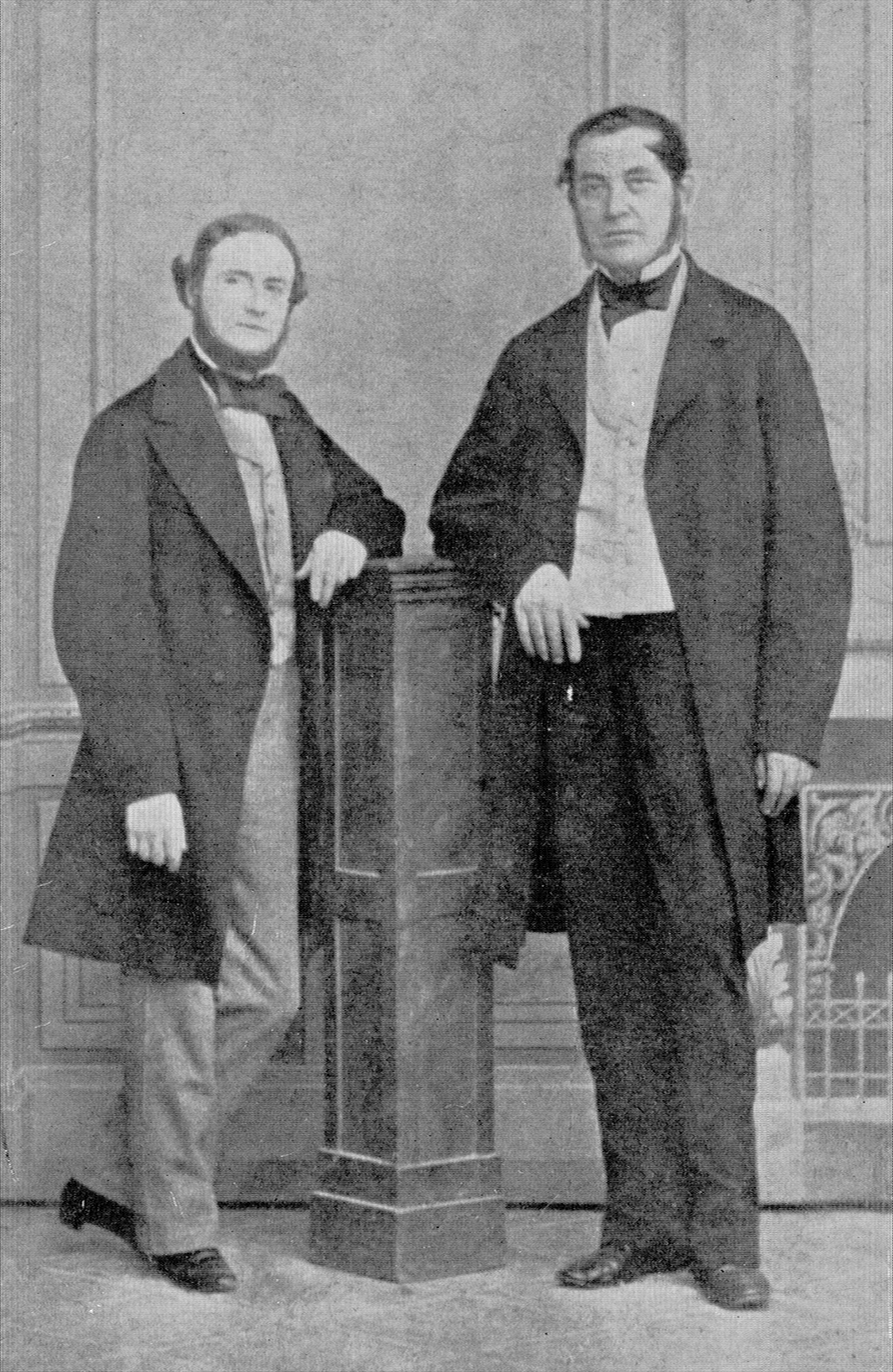
Robert Bunsen (a destra) e Gustav Kirchhoff.

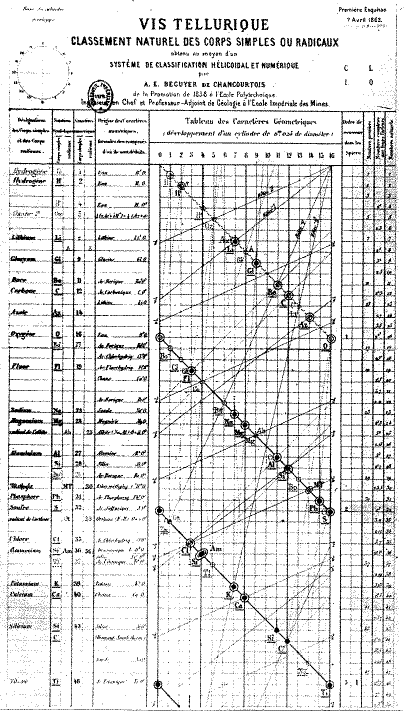
La vis tellurique di de Chancourtois.

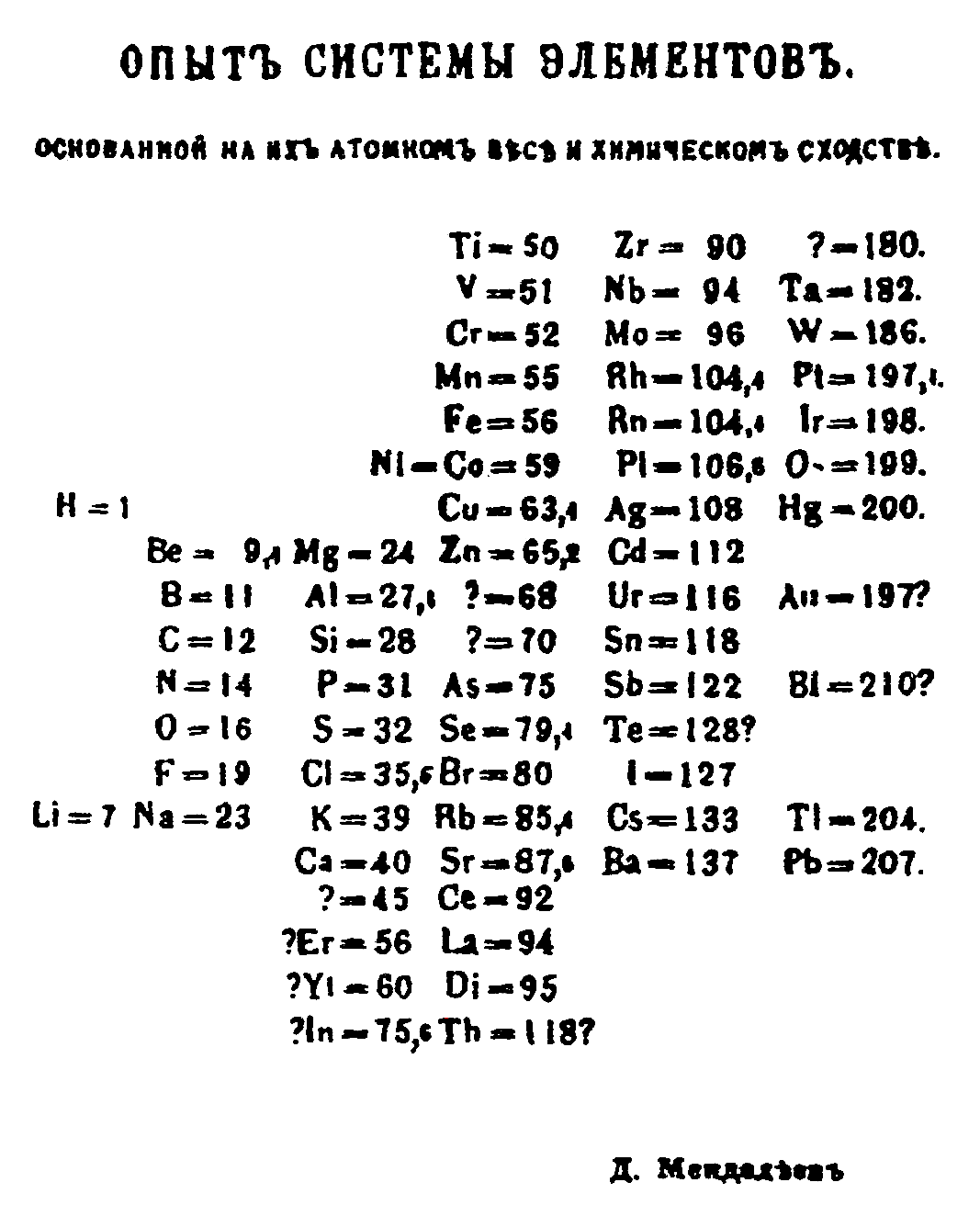
La tavola periodica di Mendeleev's (1869).

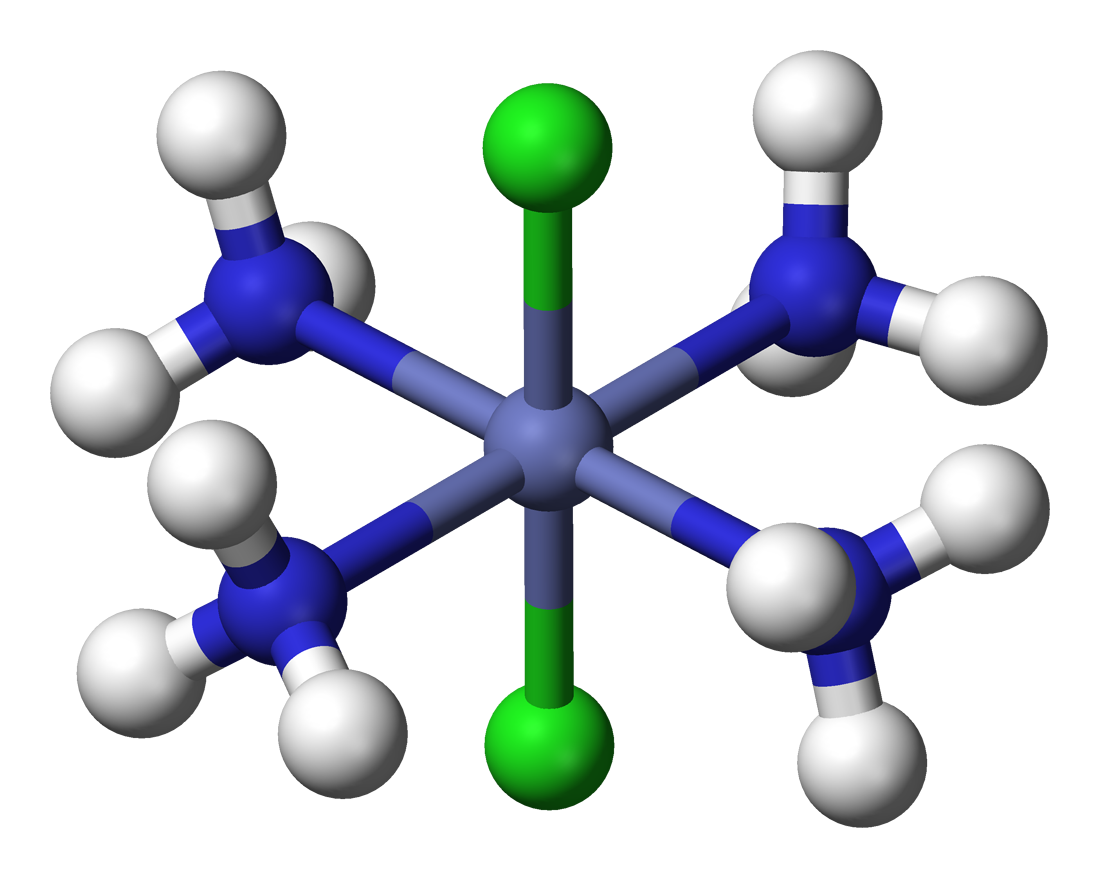
Uno dei complessi di cobalto studiati da Werner.

Nel XIX secolo vengono svolti importantissimi progressi nell'ambito della termodinamica, della chimica e delle sue branche, tra cui in particolare: la chimica organica, la biochimica e l'elettrochimica. Tali conoscenze vengono utilizzate in maniera proficua favorendo lo sviluppo della chimica industriale: la chimica in questo modo allarga il proprio ambito d'azione, passando dal laboratorio all'industria e nasce di conseguenza l'ingegneria chimica.
1801John Dalton formula la legge di Dalton (o legge delle pressioni parziali), che descrive le relazioni tra i componenti di una miscela di gas e i contributi delle pressioni parziali di ciascun componente alla miscela totale.
1805Joseph Louis Gay-Lussac e il suo collaboratore Alexander von Humboldt scoprono che l'acqua è costituita da due volumi di idrogeno e un volume di ossigeno.
1808Joseph Louis Gay-Lussac formula la legge dei volumi di combinazione, che afferma che quando due sostanze gassose reagiscono mantenendo temperatura e pressione costante, i volumi dei gas reagenti stanno tra loro secondo rapporti espressi da numeri interi e piccoli.
1808John Dalton pubblica New System of Chemical Philosophy, che contiene una prima descrizione moderna della teoria atomica e una chiara enunciazione della legge delle proporzioni multiple.
1808Jöns Jacob Berzelius pubblica Lärbok i Kemien, dove propone simboli chimici moderni, ed espone il concetto di peso atomico relativo.
1811Amedeo Avogadro propone la legge di Avogadro, che afferma che volumi uguali di gas diversi, alla stessa temperatura e pressione, contengono lo stesso numero di molecole.
1817Pierre Joseph Pelletier e Joseph Caventou isolano la clorofilla. Pionieri nell'utilizzo di solventi per estrarre i principi attivi delle piante, isoleranno molti altri alcaloidi, tra cui stricnina, chinino e caffeina.
1825Friedrich Wöhler e Justus von Liebig studiano il fulminato d'argento e il cianato d'argento, sostanze con la stessa composizione ma con proprietà diverse, già chiamate isomeri da Berzelius. Deducono che l'isomeria è dovuta ad un diverso arrangiamento degli atomi nella struttura molecolare.
1827William Prout classifica le biomolecole raggruppandole in carboidrati, proteine e lipidi.
1828Friedrich Wöhler sintetizza l'urea, dimostrando che si possono produrre composti organici da materiali di partenza inorganici, e sfata così la teoria del vitalismo.
1832Friedrich Wöhler e Justus von Liebig scoprono e spiegano il ruolo dei gruppi funzionali in chimica organica.
1834Michael Faraday pubblica le leggi di Faraday sull'elettrolisi, che stabiliscono le relazioni tra la quantità di sostanza prodotta e la quantità di carica trasferita durante l'elettrolisi.
1840Germain Hess formula la legge di Hess, un primo enunciato della legge di conservazione dell'energia, che stabilisce che la variazione di energia in un processo chimico è indipendente dal percorso utilizzato per passare dallo stato iniziale a quello finale.
1847Hermann Kolbe ottiene acido acetico da sostanze totalmente inorganiche, smentendo ulteriormente il vitalismo.
1847Ascanio Sobrero sintetizza la nitroglicerina e ne osserva le proprietà esplosive e vasodilatatrici.
1848Lord Kelvin enuncia il concetto di zero assoluto, temperatura alla quale cessa ogni moto molecolare.
1849Louis Pasteur scopre che l'acido tartarico di sintesi è una miscela racemica delle forme levogira e destrogira, chiarendo il principio della attività ottica. Separa per la prima volta i due enantiomeri contribuendo all'avanzamento della stereochimica.

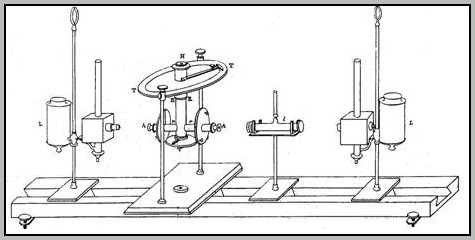
Fotometro progettato da Beer, 1852.

1852August Beer enuncia la legge di Lambert-Beer, che spiega la relazione tra la composizione di una miscela e la quantità di luce che viene assorbita. Questa legge, basata in parte su studi precedenti di Pierre Bouguer e Johann Heinrich Lambert, fonda la tecnica analitica della spettrofotometria.
1852Edward Frankland introduce il concetto di valenza, considerando che ogni atomo possa combinarsi solo con un certo numero limitato di atomi differenti. È anche il primo ad utilizzare il termine "legame".
1855Benjamin Silliman, Jr. è un pioniere dei metodi di cracking del petrolio, rendendo possibile l'attuale industria petrolchimica.
1856William Henry Perkin sintetizza il primo colorante artificiale, la porpora di anilina. Il composto fu ottenuto casualmente tentando di produrre chinino da catrame di carbone. Con questa scoperta nasce l'industria dei coloranti sintetici, uno dei primi campi industriali chimici di successo.
1857August Kekulé propone che il carbonio sia tetravalente e formi quattro legami chimici.
1859-1860Robert Bunsen e Gustav Kirchhoff pongono le basi per fondare la spettroscopia come metodo analitico. Ciò li porta a scoprire cesio e rubidio. Poco dopo altri ricercatori usano la stessa tecnica e scoprono indio, tallio ed elio.
1860Stanislao Cannizzaro riprende le idee di Avogadro sulle molecole diatomiche, compila una tabella di pesi atomici e nel 1860 la presenta al Congresso di Karlsruhe. Terminano così diatribe durate decenni su pesi atomici e formule molecolari, e si apre la strada alla scoperta della tavola periodica da parte di Mendeleev.
1861Ernest Solvay brevetta un metodo per produrre carbonato di sodio da materiali facilmente disponibili ed economici: calcare e salamoia. Il primo stabilimento Solvay sorge nel 1863, rendendo disponibile a basso costo questo materiale che è fondamentale per svariati processi industriali.
1862Alla Mostra Internazionale di Londra Alexander Parkes esibisce la parkesina, il primo polimero termoplastico. Questa scoperta dà inizio alla moderna industria delle materie plastiche.
1862Alexandre-Émile Béguyer de Chancourtois pubblica la sua vis tellurique (ellisse tellurica), una prima versione tridimensionale della tavola periodica degli elementi.
1864John Newlands propone senza successo la legge delle ottave, un arrangiamento degli elementi in base al peso atomico che precorre la tavola periodica degli elementi.
1864Julius Lothar Meyer sviluppa una prima versione della tavola periodica, con 28 elementi organizzati in base alla valenza.
1864Cato Maximilian Guldberg e Peter Waage, elaborando idee di Claude Louis Berthollet formulano la legge di azione di massa.
1865Johann Josef Loschmidt determina il numero di molecole contenute in una mole, che sarà poi chiamato numero di Avogadro, e ancora successivamente, costante di Avogadro.
1865August Kekulé, basandosi in parte sul lavoro di Loschmidt e altri, propone che il benzene abbia una struttura ciclica con legami singoli e doppi alternati.
1865Adolf von Baeyer inizia a lavorare sul colorante indaco, una pietra miliare della moderna chimica organica industriale che rivoluzionerà l'industria dei coloranti.
1867Alfred Nobel brevetta la dinamite, un esplosivo manipolabile senza rischi a base di nitroglicerina, che rivoluziona il mondo delle costruzioni. Divenuto ricchissimo, con un lascito testamentario istituirà i Premi Nobel.
1869Dmitrij Ivanovič Mendeleev pubblica la prima tavola periodica degli elementi moderna, organizzando i 66 elementi noti secondo il peso atomico. Questa tavola ha la capacità di predire in modo accurato le proprietà di elementi ancora sconosciuti.
1873Jacobus Henricus van 't Hoff e Joseph Achille Le Bel, lavorando indipendentemente sviluppano un modello di legame chimico che razionalizza gli esperimenti di Pasteur sulla chiralità e interpreta in modo fisico l'attività ottica dei composti chirali.
1876Willard Gibbs pubblica On the Equilibrium of Heterogeneous Substances (Sull'equilibrio delle sostanze eterogenee), un'opera di 300 pagine che riassume le sue ricerche di termodinamica, fonda la chimica fisica e introduce il concetto di energia libera per spiegare le basi dell'equilibrio chimico.
1877Ludwig Boltzmann deriva in modo statistico molti concetti fisici e chimici importanti, tra cui l'entropia e la distribuzione delle velocità delle molecole in fase gassose.
1883Svante Arrhenius sviluppa la teoria ionica per spiegare la conducibilità degli elettroliti.
1884Jacobus Henricus van 't Hoff pubblica Études de Dynamique chimique (Studi di dinamica chimica) un importante contributo alla cinetica chimica dove descrive metodi grafici per determinare l'ordine di reazione.

Lo scheletro di base della purina.

1884Hermann Emil Fischer propone la struttura della purina, chiave di molte molecole biologiche, che sintetizzerà poi nel 1898. Inizia inoltre a lavorare alla chimica del glucosio e di altri zuccheri correlati.
1884Henri Le Châtelier sviluppa il principio di Le Châtelier, che spiega come un sistema chimico all'equilibrio risponde a uno stimolo esterno.
1886Eugen Goldstein dà il nome ai raggi catodici (che poi si capirà sono elettroni) e ai raggi canale o raggi anodici (che poi si capirà sono ioni idrogeno positivi che hanno perso il loro elettrone nel tubo a raggi catodici, e saranno chiamati protoni).
1893Alfred Werner scopre la struttura ottaedrica dei complessi di cobalto, dando inizio alla chimica di coordinazione.
1894-1898William Ramsay scopre i gas nobili, che vanno ad occupare uno spazio inatteso nella tavola periodica e faranno progredire i modelli di legame chimico.
1897Joseph John Thomson usando il tubo a raggi catodici scopre l'elettrone.
1897Felix Hoffmann sintetizza l'acido acetilsalicilico in una forma stabile per applicazioni medicinali. Venduto dalla Bayer con il nome commerciale aspirina, sarà uno dei farmaci più utili della storia.
1898Wilhelm Wien scopre che i raggi canale sono deflessi dai campi magnetici, e che l'entità della deflessione è proporzionale al rapporto massa/carica. Questa scoperta farà nascere la tecnica analitica della spettrometria di massa.

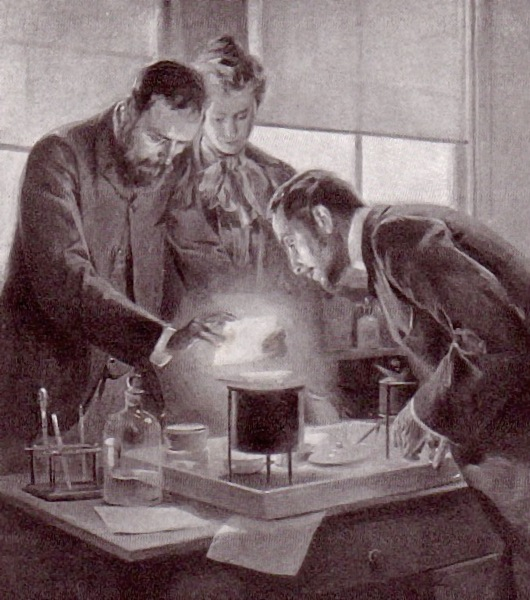
Marie e Pierre Curie studiano il radio, disegno di André Castaigne.

1898Marie Curie e Pierre Curie isolano radio e polonio dal minerale pechblenda.
circa 1900Ernest Rutherford scopre che la radioattività è una disintegrazione di atomi, e conia i termini per i vari tipi di radiazione.
1900Victor Grignard scopre gli alogenuri di alchilmagnesio (reattivi di Grignard), che contribuiranno fortemente allo sviluppo della chimica organica.

## XX secolo

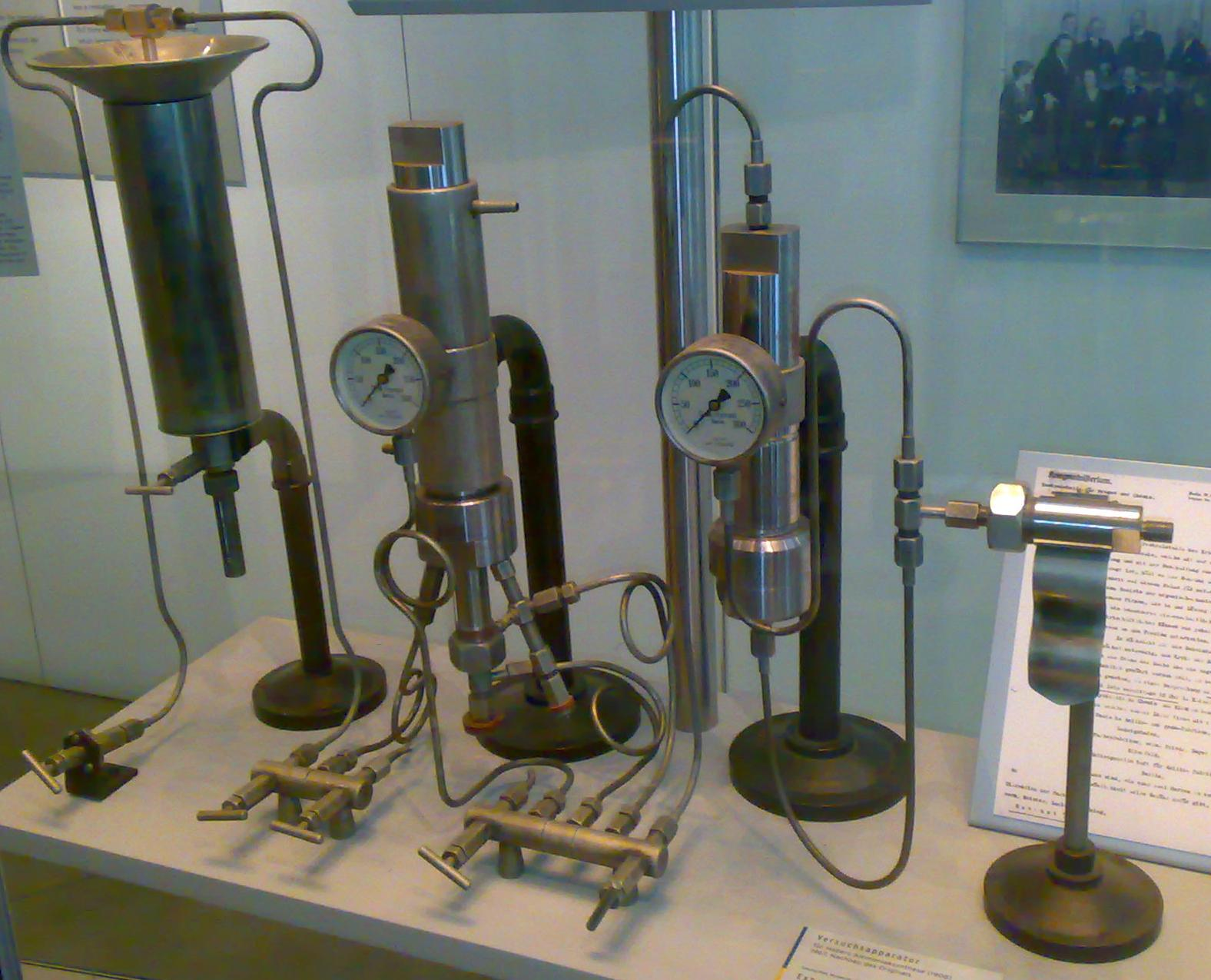
Apparecchiatura usata da Fritz Haber per la prima sintesi dell'ammoniaca.

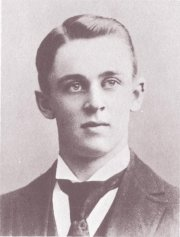
Robert Millikan misura la carica dell'elettrone.

Modello di Bohr per l'atomo.

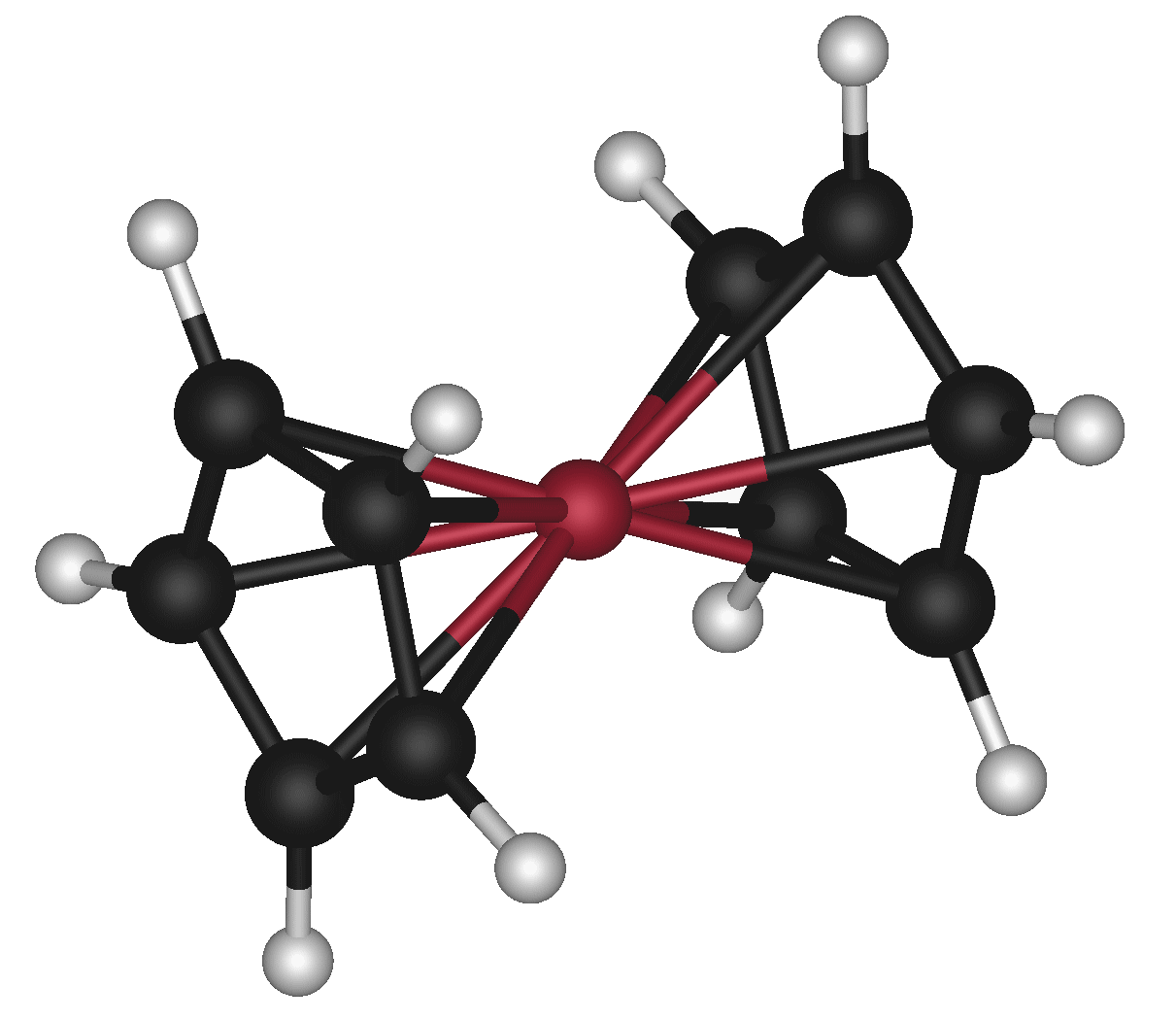
Modello tridimensionale del ferrocene.

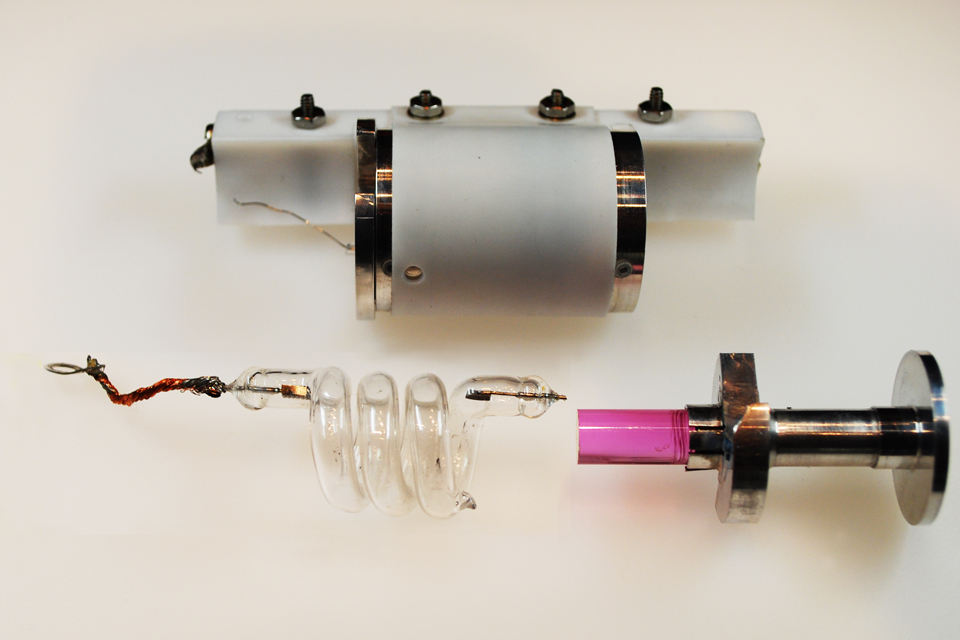
Alcuni componenti del primo laser di Maiman; l'oggetto rosa è il materiale attivo, un cristallo di rubino.

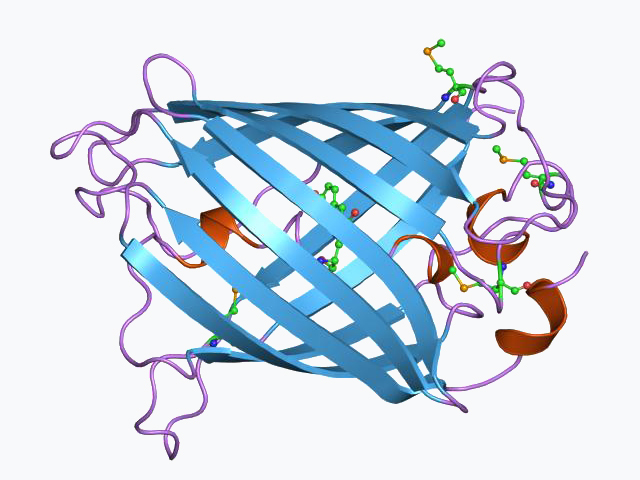
Una rappresentazione della struttura della green fluorescent protein.

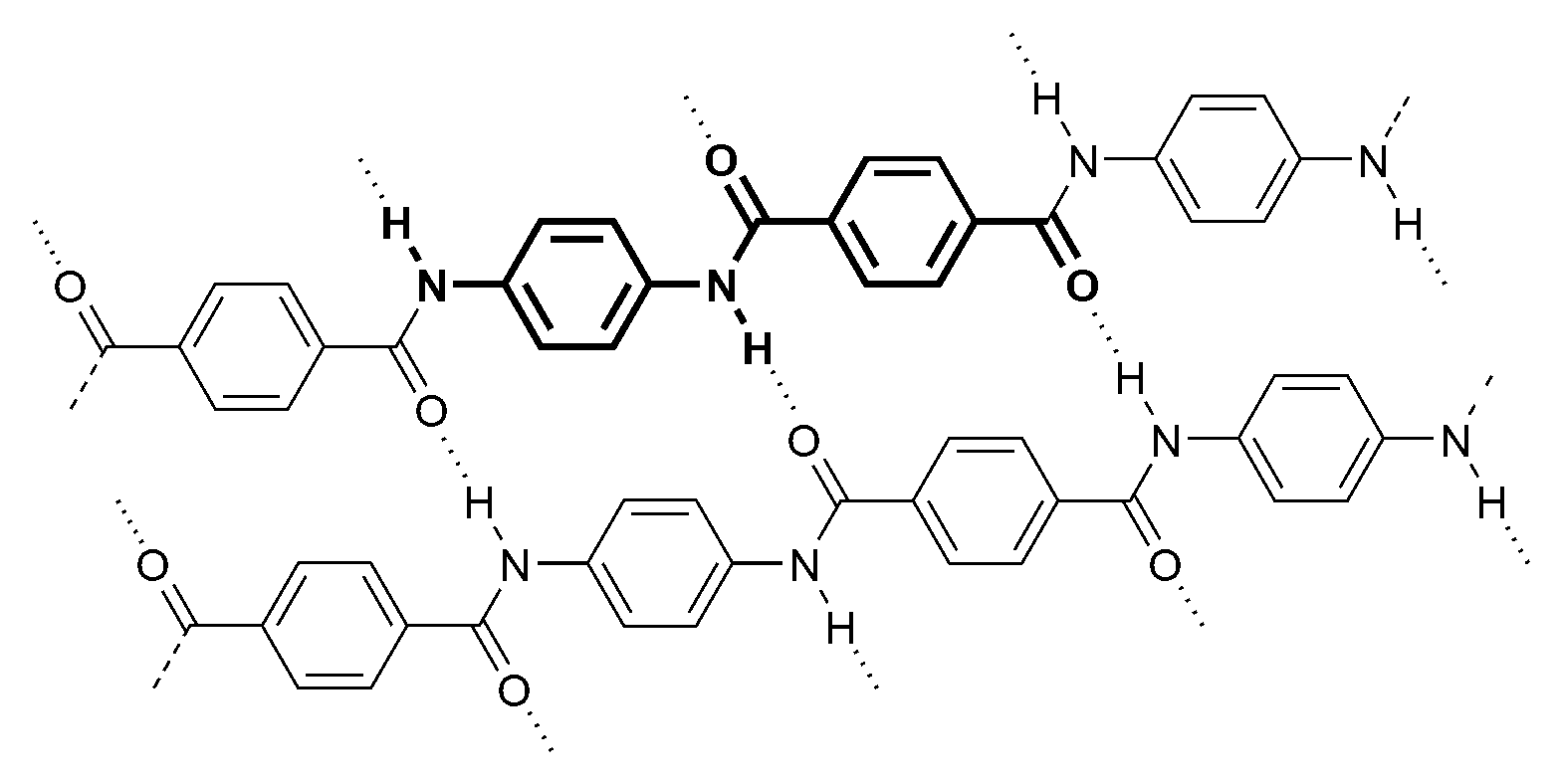
Struttura chimica del kevlar.

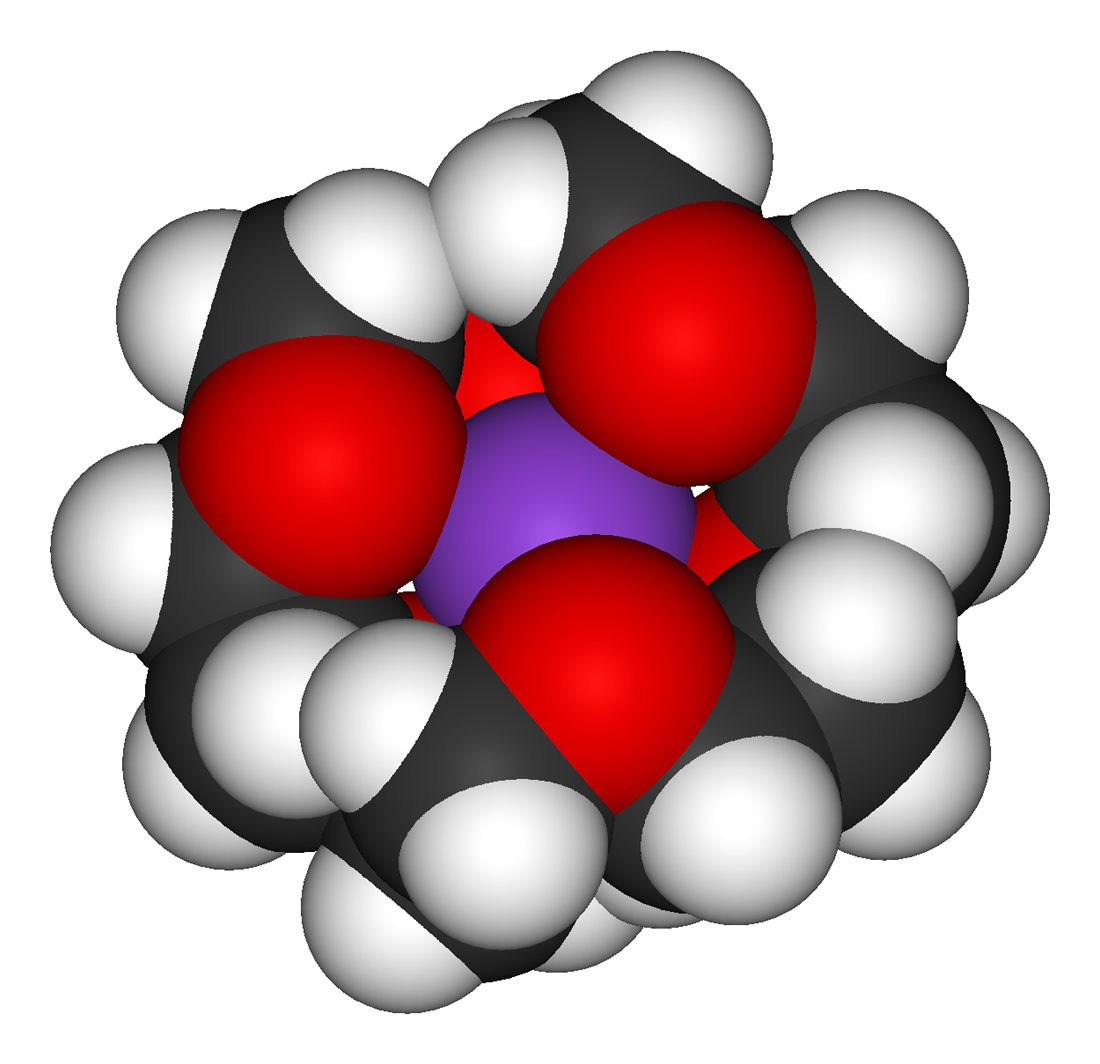
Un etere corona coordina uno ione potassio (viola).

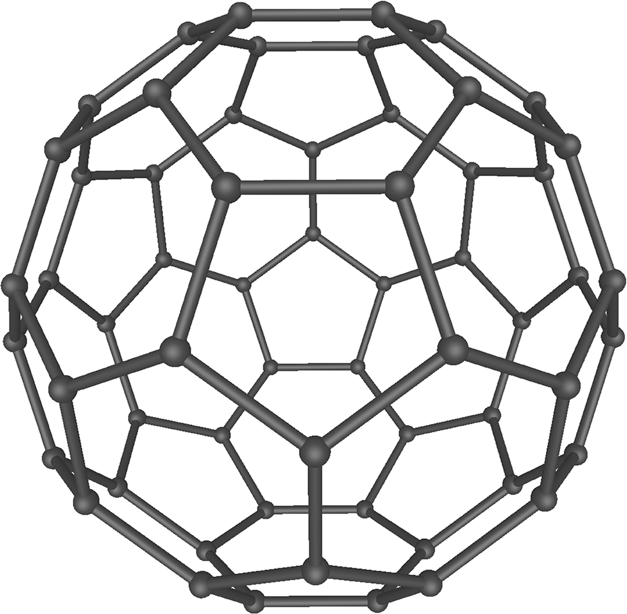
Il buckminsterfullerene, C_{60}.

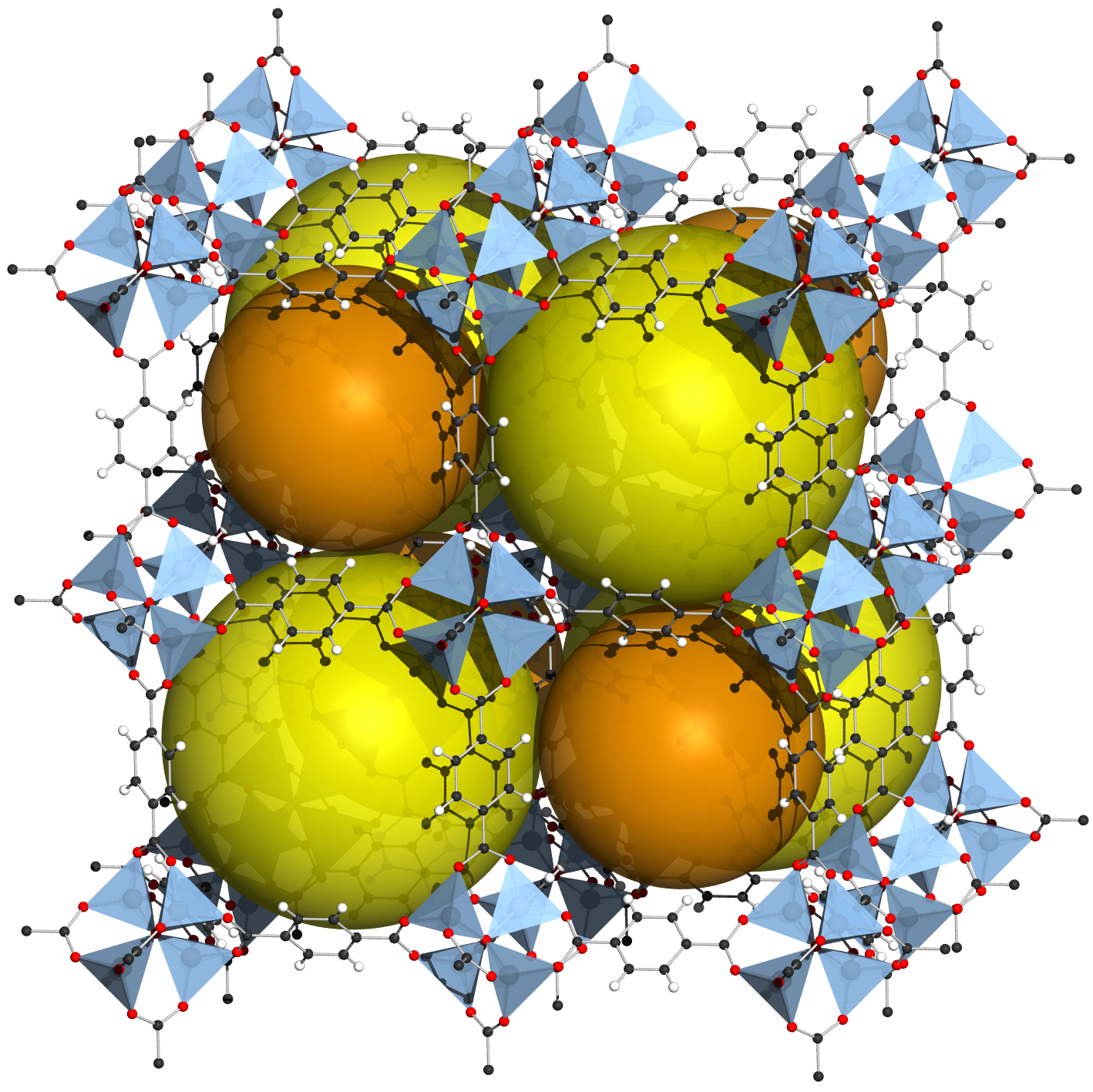
Struttura del composto Zn_{4}O(BDC)_{3} (noto come MOF-5), dove BDC^{2−}=1,4-benzenedicarbossilato. Le sfere colorate indicano gli spazi vuoti all'interno della struttura.

Nel XX secolo i concetti della chimica trovano spiegazioni più accurate grazie all'utilizzo della meccanica quantistica, da cui nascono ad esempio nuovi modelli atomici e raffinate teorie sull'interazione tra atomi. Dal connubio tra la chimica e la meccanica quantistica nasce la chimica quantistica.
1903Michail Semënovič Cvet inventa la cromatografia, un'importante tecnica analitica.
1904Hantarō Nagaoka propone un modello atomico dove gli elettroni orbitano attorno ad un nucleo carico positivamente.
1905Fritz Haber e Carl Bosch sviluppano il processo Haber-Bosch per produrre ammoniaca da idrogeno e azoto, una pietra miliare dell'industria chimica che avrà profonde conseguenze sull'agricoltura.
1905Albert Einstein spiega il moto browniano e prova definitivamente l'esattezza della teoria atomica.
1907Leo Baekeland inventa la bachelite, prima resina sintetica, che diventa un successo commerciale.
1909Robert Millikan misura la carica di singoli elettroni con una precisione senza precedenti attraverso l'esperimento della goccia di olio, confermando che tutti gli elettroni hanno la stessa carica e la stessa massa.
1909Søren Sørensen inventa il concetto di pH e sviluppa metodi per misurare l'acidità.
1911Antonius van den Broek propone l'idea che gli elementi siano disposti nella tavola periodica seguendo la carica nucleare positiva anziché secondo il peso atomico.
1911A Bruxelles si tiene il primo Congresso Solvay, che riunisce la maggior parte degli scienziati più famosi del momento. Congressi Solvay di fisica e di chimica continuano tuttora a tenersi regolarmente.
1911Ernest Rutherford, Hans Wilhelm Geiger e Ernest Marsden eseguono il famoso esperimento del foglio d'oro, che dimostra la validità del modello nucleare dell'atomo, dove un piccolo nucleo molto denso e carico positivamente è circondato da una nuvola elettronica diffusa.
1912William Henry Bragg e William Lawrence Bragg formulano la legge di Bragg e fondano la cristallografia a raggi X, uno strumento che permette di osservare la struttura dei materiali cristallini.
1912Peter Debye sviluppa il concetto di dipolo molecolare per descrivere la distribuzione di carica asimmetrica presente in alcune molecole.
1913Niels Bohr usa la meccanica quantistica per descrivere la struttura atomica e propone il modello atomico di Bohr, dove gli elettroni possono trovarsi solo su orbite ben definite.
1913Henry Moseley lavora sulla precedente idea di Antonius van den Broek e introduce il concetto di numero atomico per ovviare alle discrepanze della tavola periodica di Mendeleev che era basata sui pesi atomici.
1913Frederick Soddy introduce il concetto di isotopi, elementi che hanno le stesse proprietà chimiche ma diversi pesi molecolari.
1913Joseph John Thomson approfondisce il lavoro di Wilhelm Wien e mostra che atomi e gruppi di atomi si possono separare in base al rapporto massa/carica, una tecnica ora nota come spettrometria di massa.
1916Gilbert Lewis pubblica The Atom and the Molecule (L'atomo e la molecola) dove formula la teoria del legame di valenza.
1922Otto Stern e Walther Gerlach eseguono l'esperimento di Stern-Gerlach e dimostrano che le particelle subatomiche hanno proprietà quantistiche intrinseche, e che lo spin è quantizzato.
1923Gilbert Lewis e Merle Randall pubblicano Thermodynamics and the Free Energy of Chemical Substances (Termodinamica ed Energia Libera delle Sostanze Chimiche), il primo trattato moderno di termodinamica chimica.
1923Gilbert Lewis enuncia una nuova teoria per acidi e basi, definendoli in base alla capacità di scambiarsi una coppia di elettroni.
1923Nello stesso anno, Johannes Nicolaus Brønsted e Thomas Martin Lowry sviluppano indipendentemente la teoria acido-base di Brønsted-Lowry, che definisce acidi e basi in relazione alla possibilità di scambiare uno ione H+.
1924Louis de Broglie introduce il modello ondulatorio della struttura atomica, basato sull'idea del dualismo onda-particella.
1925Wolfgang Pauli sviluppa il principio di esclusione di Pauli, che afferma che due elettroni attorno ad un nucleo atomico non possono occupare simultaneamente lo stesso stato quantico, descritto da quattro numeri quantici.
1926Erwin Schrödinger propone l'equazione di Schrödinger, che fornisce una base matematica al modello ondulatorio della struttura atomica.
1927Werner Heisenberg enuncia il principio d'indeterminazione, stabilendo che la misura simultanea di due variabili coniugate, come posizione e quantità di moto oppure energia e tempo, non può essere compiuta senza un'incertezza ineliminabile.
1927Fritz London e Walter Heitler applicano la meccanica quantistica all'interpretazione del legame nella molecola di idrogeno, segnando l'inizio della chimica quantistica.
1929Linus Pauling pubblica le regole di Pauling, utili per determinare la struttura di cristalli ionici complessi.
1931Erich Hückel enuncia la regola di Hückel, che consente di prevedere se una molecola con un anello ciclico possiede proprietà aromatiche oppure no.
1931Harold Urey scopre il deuterio tramite distillazione frazionata dell'idrogeno liquido.
1932James Chadwick scopre il neutrone.
1932-1934Linus Pauling e Robert Mulliken definiscono numericamente l'elettronegatività, inventando le scale che ora portano il loro nome.

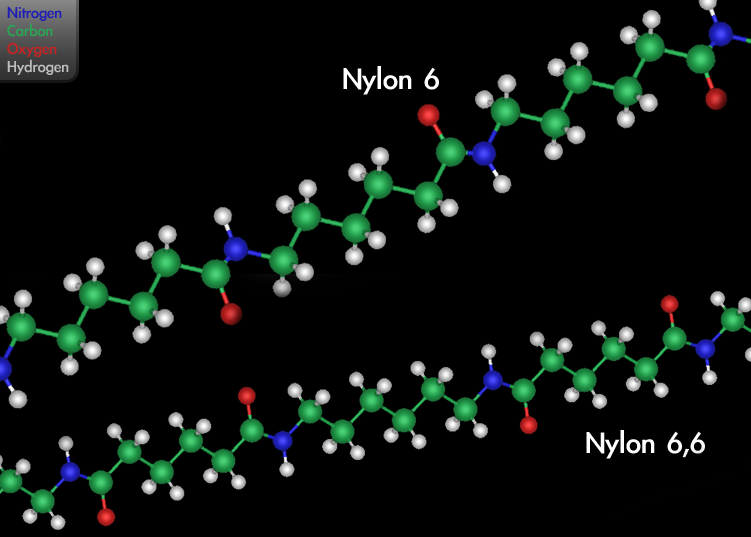
Modello di due tipi comuni di nylon.

1935Wallace Carothers, a capo di un gruppo di ricerca alla DuPont, inventa il nylon, uno dei polimeri sintetici di maggior successo commerciale.
1937Carlo Perrier ed Emilio Segrè scoprono il tecnezio, primo elemento prodotto artificialmente, riempiendo un posto rimasto vuoto nella tavola periodica. Il tecnezio potrebbe essere stato sintetizzato per la prima volta da Walter Noddack e altri, ma i risultati dell'esperimento non furono confermati.
1937Eugene Houdry inventa un metodo per effettuare il cracking del petrolio su scala industriale, portando allo nascita della prima raffineria moderna.
1937Pyotr Kapitsa, John F. Allen e Don Misener producono l'elio-4 superraffreddato, il primo superfluido a viscosità zero, una sostanza che mostra proprietà quantomeccaniche su scala macroscopica.
1938Otto Hahn scopre il processo di fissione nucleare in uranio e torio.
1939Linus Pauling pubblica The Nature of the Chemical Bond (La Natura del Legame Chimico), uno dei più importanti testi moderni di chimica sul legame chimico, dove spiega ibridazione degli orbitali, legame covalente, e legame ionico utilizzando l'elettronegatività, e usa il concetto di risonanza per spiegare, tra le altre cose, la struttura del benzene.
1940Edwin McMillan e Philip Hauge Abelson identificano il nettunio tra i prodotti di fissione dell'uranio. Il nettunio è il primo e più leggero elemento transuranico ad essere sintetizzato. McMillan lavorò al Lawrence Berkeley National Laboratory dove sarebbero stati scoperti molti nuovi elementi ed isotopi.
1941Glenn Theodore Seaborg continua il lavoro di Edwin McMillan nel creare nuovi nuclidi. Seaborg è un pioniere dei metodi di cattura neutronica e di altre reazioni nucleari, e sarà lo scopritore, anche con suoi collaboratori, di dieci nuovi elementi chimici e innumerevoli isotopi di elementi conosciuti.
1945Jacob A. Marinsky, Lawrence E. Glendenin e Charles D. Coryell effettuano la prima sintesi pienamente confermata del promezio, riempiendo l'ultima casella rimasta vuota nella tavola periodica.
1945-1946Felix Bloch e Edward Mills Purcell sviluppano la risonanza magnetica nucleare, una tecnica analitica importante per la determinazione della struttura delle molecole, specie in chimica organica.
1949Ronald Norrish e George Porter inventano la flash fotolisi, una tecnica che permette di studiare le reazioni di specie a vita breve come i radicali. Con l'avvento dei laser sarà possibile studiare reazioni che avvengono nel campo dei femtosecondi.
1949Willard Frank Libby pubblica un metodo di datazione radiometrica basato sul carbonio-14, che permette di misurare l'età di qualsiasi materiale di origine organica, aprendo nuove prospettive agli studi archeologici.
1951Linus Pauling usa la cristallografia a raggi X per dedurre la struttura secondaria delle proteine.
1952Alan Walsh compie studi pionieristici di spettroscopia di assorbimento atomico, un importante metodo spettroscopico che permette di misurare la concentrazione di uno specifico ione metallico all'interno di una miscela.
1952Robert Burns Woodward, Geoffrey Wilkinson e Ernst Otto Fischer chiariscono la struttura del ferrocene, una delle scoperte più importanti nel campo della chimica metallorganica.
1953James Dewey Watson e Francis Crick propongono la struttura del DNA, aprendo la strada alla nascita della biologia molecolare.
1953Stanley Miller e Harold Urey dimostrano con un famoso esperimento che nell'atmosfera primordiale della Terra si possono essere formati spontaneamente composti organici come gli amminoacidi a partire da sostanze inorganiche semplici come idrogeno, metano, ammoniaca e acqua.
1953Giulio Natta estende le ricerche di Karl Ziegler e sviluppa i catalizzatori di Ziegler-Natta permettendo di ottenere polimeri isotattici o sindiotattici che saranno prodotti industriali diffusissimi (Moplen).
1957Jens Christian Skou scopre la pompa sodio-potassio, il primo enzima noto che trasporta ioni attraverso la membrana plasmatica delle cellule.
1958Max Perutz e John Kendrew usano la cristallografia a raggi X per chiarire la struttura di una proteina, la mioglobina del capodoglio.
1960Theodore Harold Maiman realizza il primo laser, una sorgente di radiazioni che sfrutta l'emissione stimolata per ottenere un fascio collimato di radiazione coerente e monocromatica.
1962Neil Bartlett sintetizza l'esafluoroplatinato di xeno, dimostrando per la prima volta che i gas nobili possono formare composti chimici.
1962George Andrew Olah usa superacidi per osservare le reazioni dei carbocationi.
1962Osamu Shimomura isola la green fluorescent protein (GFP), espressa dalla medusa Aequorea victoria. Sfruttando la sua fluorescenza, studi successivi di Martin Chalfie e Roger Tsien la renderanno un diffussimo strumento per esperimenti e tecniche di biologia molecolare.
1963Panayotis Katsoyannis e Helmut Zahn, lavorando indipendentemente, sono i primi a sintetizzare una proteina: l'insulina.
1964Richard R. Ernst compie studi che permetteranno di sviluppare la tecnica di risonanza magnetica nucleare a trasformata di Fourier. L'aumento di sensibilità così ottenuto renderà possibile l'imaging a risonanza magnetica (MRI).
1965Robert Burns Woodward e Roald Hoffmann enunciano le regole di Woodward-Hoffmann, che usano le proprietà di simmetria degli orbitali molecolari per spiegare la stereochimica delle reazioni chimiche.
1965Stephanie Louise Kwolek lavorando alla DuPont inventa il kevlar, una fibra sintetica molto resistente e leggera (a parità di peso è 5 volte più resistente dell'acciaio), che troverà svariate applicazioni.
1966Hitosi Nozaki e Ryōji Noyori scoprono il primo esempio di sintesi asimmetrica ottenuta tramite un complesso chirale dei metalli di transizione con struttura ben definita.
1967Charles J. Pedersen sintetizza i primi eteri corona, molecole cicliche che formano complessi stabili con ioni metallici alcalini e alcalino-terrosi. Queste ricerche saranno sviluppate da Donald J. Cram e Jean-Marie Lehn, dando origine ad una nuova branca della chimica, la chimica supramolecolare.
1970John Pople sviluppa il programma GAUSSIAN che renderà molto più semplici i calcoli di chimica computazionale.
1971Yves Chauvin propone un meccanismo che interpreta le reazioni di metatesi olefinica.
1974Mario Molina e Frank Sherwood Rowland scoprono che i clorofluorocarburi danneggiano lo strato di ozono presente nella stratosfera.
1980Barry Sharpless e il suo gruppo di ricerca scoprono varie reazioni stereoselettive di ossidazione. Tra queste, l'epossidazione di Sharpless e la diidrossilazione asimmetrica di Sharpless.

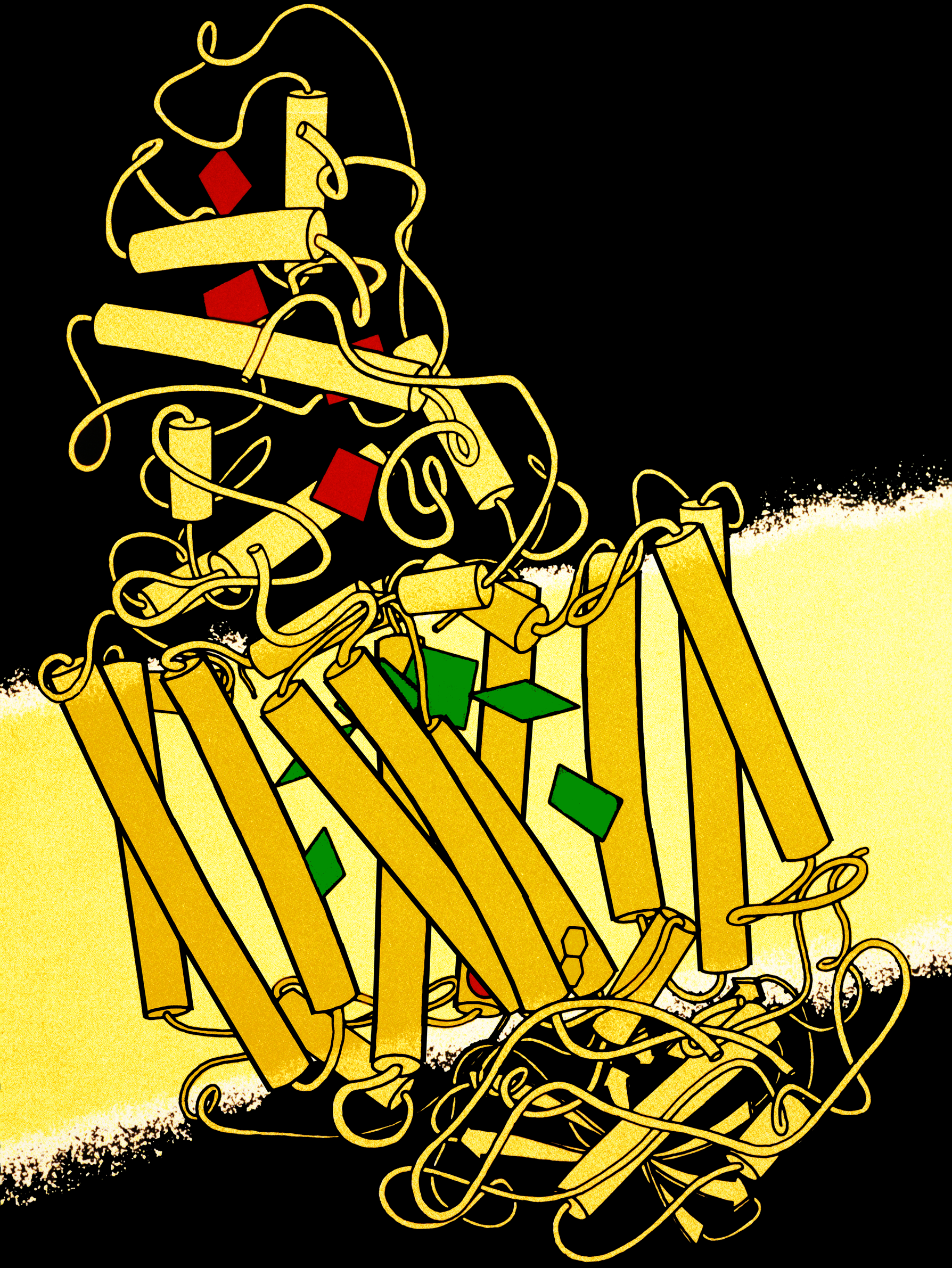
Disegno schematico della struttura tridimensionale di un centro di reazione fotosintetica.

1982Tra il 1982 e il 1985, Johann Deisenhofer, Robert Huber and Hartmut Michel usano la diffrattometria a raggi X per determinare l'esatta disposizione degli oltre 10.000 atomi che formano il centro di reazione fotosintetico in alcuni batteri, favorendo la comprensione del meccanismo della fotosintesi.
1983Kary Mullis perfeziona la reazione a catena della polimerasi (PCR), riuscendo ad ottenere grandi quantità di DNA a partire da piccolissime quantità iniziali. La PCR diventerà una tecnica indispensabile nei laboratori medici e biologici per svariate applicazioni.
1985Alec Jeffreys scopre il metodo per riconoscere l'impronta genetica del DNA di uno specifico individuo, rivoluzionando le tecniche di identificazione di medicina forense.
1985Akira Yoshino mette a punto il primo prototipo di accumulatore agli ioni di litio. Batterie ricaricabili di questo tipo saranno commercializzate nel 1991 e usate in seguito in tutti i dispositivi elettronici e i veicoli elettrici.
1985Harold Kroto, Robert Curl e Richard Smalley scoprono i fullereni, allotropi di carbonio che hanno una struttura simile alla cupola geodetica progettata dall'architetto Richard Buckminster Fuller.
1986Georg Bednorz e Karl Alexander Müller scoprono il primo materiale superconduttore ad alta temperatura, l'ossido di lantanio bario e rame (LBCO).
1988Ahmed Zewail mette a punto lo spettroscopio al femtosecondo, riuscendo a osservare nella scala dei femtosecondi come si muovono gli atomi nello stato di transizione di una reazione. Nasce la branca della femtochimica.
1991Sumio Iijima usa il microscopio elettronico per scoprire un altro tipo di fullereni, i nanotubi di carbonio; in realtà i primi studi di L. V. Radushkevich e V. M. Lukyanovich sull'argomento erano già apparsi nel 1952, ma erano rimasti sconosciuti perché apparsi in Unione Sovietica durante la guerra fredda.
1993Andrew S. Bell, David Brown e Nicholas K. Terrett brevettano un nuovo farmaco, il pirazolpirimidinone, originalmente pensato per curare l'angina pectoris. Diventerà noto in tutto il mondo con il nome di Viagra.

Struttura del taxolo dove sono evidenziati i materiali grezzi di partenza.

1994Robert A. Holton e il suo gruppo effettuano la prima sintesi totale del taxolo, usato nella chemioterapia del cancro.
1995Eric Allin Cornell e Carl Wieman sintetizzano il primo condensato di Bose-Einstein, una sostanza che mostra proprietà quantomeccaniche su una scala macroscopica.
1998Omar Yaghi e collaboratori progettano e sintetizzano i primi materiali con pori di dimensione elevata ed esattamente controllata, combinado ossidi metallici e leganti organici. Nasce una nuova categoria di composti che verranno poi classificati come metal organic frameworks (MOFs).
1998Paul Anastas e John Charles Warner pubblicano i 12 principi della chimica verde che suggeriscono come progettare prodotti e processi chimici riducendo o eliminando l'impiego di sostanze pericolose.

## XXI secolo
2001Craig Venter della Celera Genomics e Francis Collins del National Human Genome Research Institute annunciano di aver sequenziato il genoma umano.
2001Barry Sharpless e il suo gruppo di ricerca introducono il concetto di click chemistry, una tecnica che permetterà di sintetizzare sostanze complesse in modo semplice e rapido, unendo molecole più piccole.
2004Andrej Gejm e Konstantin Novosëlov scoprono un'altra forma di carbonio, il grafene, un materiale molto resistente e buon conduttore di calore ed elettricità, nonostante sia costituito da uno strato monoatomico di atomi di carbonio.
2012Emmanuelle Charpentier e Jennifer Doudna propongono il metodo CRISPR-Cas9 per l'editing genomico, rivoluzionando le tecniche biotecnologiche e consentendo di modificare il genoma in vivo con estrema precisione e semplicità.

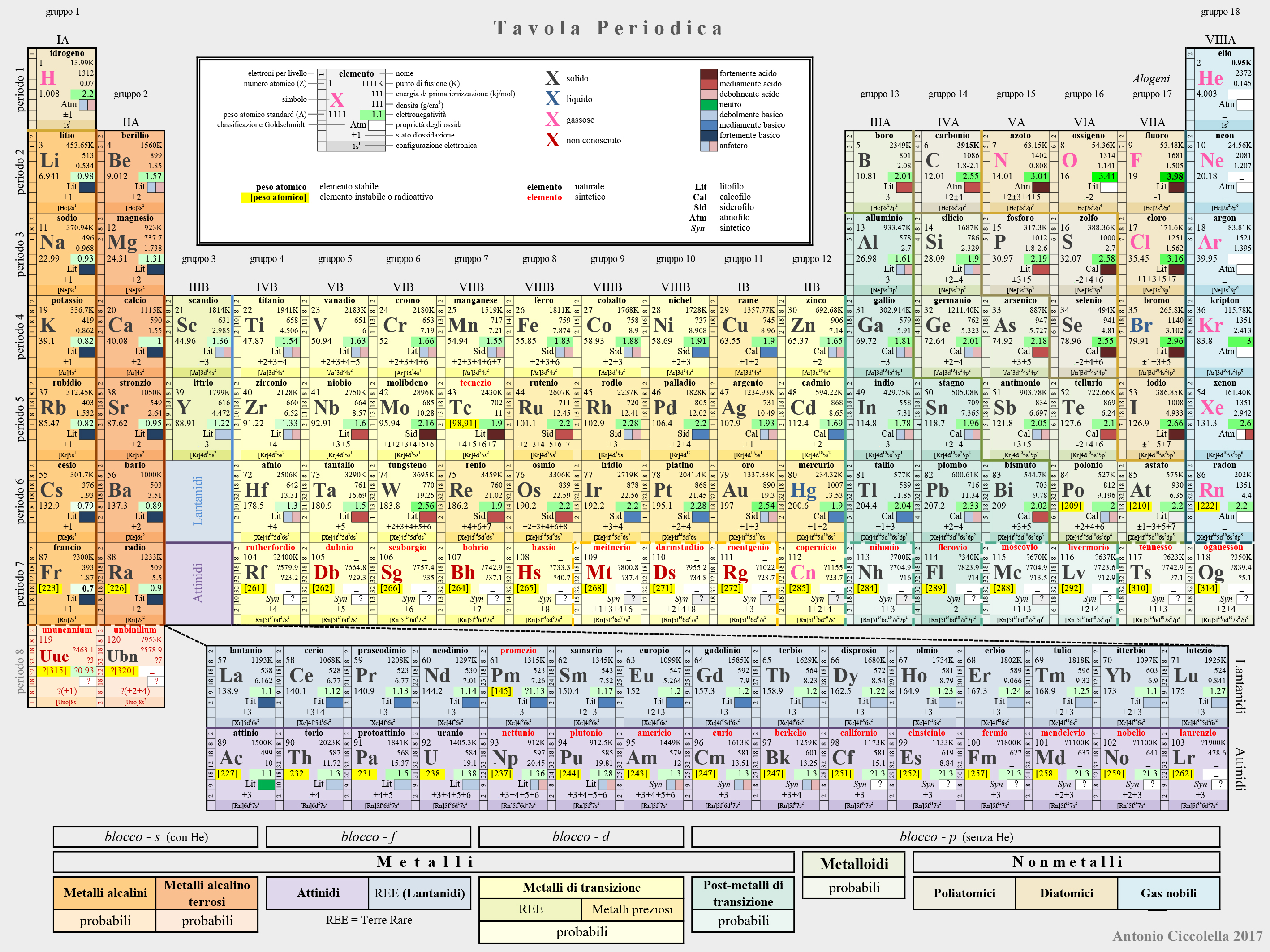
Tavola periodica aggiornata al 2017.

2016La IUPAC riconosce ufficialmente la scoperta degli elementi 113, 115, 117 e 118, ai quali viene assegnato rispettivamente il nome nihonio (Nh), moscovio (Mc), tennesso (Ts) e oganesson (Og). Si completa così il settimo periodo della tavola periodica degli elementi.